# عکاسی
عکاسی یا فَرتورنِگاری یا فُتوگِرافی (به انگلیسی: Photography) در واژه به معنای روش عکاسی و عکسبرداری است و همچنین به عمل و شغل عکاس نیز گفته می‌شود. این هنر در اکثر زبان‌های جهان فتوگرافی خوانده می‌شود که ترکیبی از دو واژهٔ یونانی فتو به معنی نور و گرافی به معنی ثبت یا نگارش است. بنابراین، فتوگرافی به معنای نقش کردن با نور است.
عکاسی یعنی ثبت و ایجاد یک تصویر؛ که در دو مرحله انجام می‌شود: نخست، به‌دست‌آوردن تصویر به وسیلهٔ دوربین و ثبت آن روی نگاتیو (فیلم) یا گیرنده تصویر الکترونیکی و دوم، ظاهر کردن تصویر مخفی حاصل از دوربین عکاسی و پایدارکردن آن.
در این فرایند، دریافت و ثبت نور بر روی یک سطح حساس به نور، مانند نگاتیو یا گیرنده تصویر، باعث می‌شود الگوهای نوری بازتابیده شده یا ساطع شده از اشیاء بر روی سطح حساس به نور (نقره کلرید یا گیرنده) تأثیرگذارد و باعث ثبت تصاویر گردد.
عکاسی دارای سه جنبهٔ علمی، صنعتی و هنری است؛ به‌عنوان یک پدیدهٔ علمی متولد شد، به‌شکل یک صنعت گسترش یافت و به عنوان هنر تثبیت شد. عکاسی توسط یک فرد کشف و تکمیل نشده است، بلکه نتیجهٔ تلاش بسیاری از افراد در زمینه‌های مختلف و اکتشافات و نوآوری‌های آنان در طول تاریخ است و سال‌ها پیش از اختراع عکاسی، اساس کار دوربین عکاسی وجود داشته است اما نخستین تصویر لیتوگرافی نوری در سال ۱۸۲۲ میلادی توسط مخترع فرانسوی، ژوزف نیسه‌فور نیِپس تولید شد و پس از آن توانست عکسی دائمی از طبیعت به نام اصطبل و کبوترخانه را خلق کند. او با همکاری لوئی داگر، آزمایش‌هایی را بر ترکیبات نقره براساس یافته‌های یوهان هاینریش شولتز انجام دادند و داگر در سال ۱۸۳۷ توانست روش داگرئوتایپ را اختراع کند.
تئوری عکس رنگی سه‌رنگ، توسط جیمز کلرک ماکسول در سال ۱۸۵۵ پیشنهاد شده بود. برپایهٔ نظریهٔ او، نور مرئی از سه رنگ اساسی قرمز، سبز و آبی، تشکیل شده است. پس فیلمی از سه لایه ساخت که هر لایهٔ آن نسبت به یکی از سه رنگ‌های اولیه حساس بود و توانست نخستین عکس رنگی را در سال ۱۸۶۱ به ثبت برساند.
جورج ایستمن در سال ۱۸۸۴ میلادی فیلم رول را که فیلمی از جنس پلاستیک آغشته به امولسیون ژلاتینی است را ابداع کرد و با ساخت دوربین جعبه‌ای در سال ۱۸۸۸، عکاسی را برای مردم عادی مقرون به صرفه نمود و تحول مهمی در عکاسی ایجاد کرد. ادوین لند نوعی دوربین آنالوگ ظهور فیلم فوری موسوم به دوربین پولاروید را اختراع کرد که بلافاصله پس از عکسبرداری، نسخهٔ چاپ‌شدهٔ عکس را پرینت می‌کردند و عکس گرفته‌شده یک دقیقه بعد و در مدل‌های جدیدتر تا چند ثانیه بعد، قابل رویت بود.
در عکاسی آنالوگ، باید تمامی تدابیر اعمّ از: اصلاح رنگ، نور و کنتراست را پیش از نوردهی انجام داد. چون تقریباً پس از نوردهی و ظهور فیلم، در این خصوص کار زیادی نمی‌شود انجام داد. ظهور در عکاسی به معنای مواجهه دادن فیلم عکاسی یا کاغذ عکاسی با مواد شیمیایی است که باعث تبدیل شدن فیلم به یک تصویر منفی (نگاتیو) یا مثبت (اسلاید)، یا کاغذ به تصویر عکس می‌شود در حالی که عکاسی دیجیتال به فرایند ثبت تصاویر به وسیلهٔ دریافت و ثبت نور بر روی سطح حساس به نور سنسور الکترونیکی گفته می‌شود. الگوهای نوری بازتابیده شده یا ساطع شده از اشیاء بر روی سطح حساس به نور سنسور (حسگر) تأثیر می‌گذارد و باعث ثبت تصاویر می‌گردد.

## تاریخچه عکاسی
عکاسی توسط یک فرد کشف و تکمیل نشده است، بلکه نتیجهٔ تلاش بسیاری از افراد در زمینه‌های مختلف و اکتشافات و نوآوری‌های آنان در طول تاریخ است.

نحوهٔ کارکرد دوربین سوراخ سوزنی.

سال‌ها پیش از اختراع عکاسی، اساس کار دوربین عکاسی وجود داشته است؛ موزی، ارسطو و اقلیدس در سدهٔ ۵ و ۴ پیش از میلاد نحوهٔ کارکرد دوربین سوراخ سوزنی را شرح داده‌بودند.
در یونان باستان عقیده بر این بود که نور از چشم به سمت اشیاء می‌تابد و بازتاب آن باعث دیدن می‌شود. ارسطو و اقلیدس با استفاده از تئوری سوراخ‌سوزنی تلاش کردند خلاف آن نظریه را ثابت کنند؛ آن‌ها در پشت دوربین‌های سوراخ‌سوزنی صفحه‌ای نیمه‌مات قرار می‌دادند تا تصویر بازتاب‌شدهٔ روی آن با چشم دیده شود. در سده ششم میلادی، آنتمیوس در آزمایش‌های خود از دوربین تاریکخانه‌ای استفاده کرد.
ابن هیثم تئوری دوربین سوراخ سوزنی را گسترش داد و در مشاهدات خورشید گرفتگی خود از وسیله‌ای به نام «جعبه تاریک» استفاده کرده بود. او برای نخستین‌بار از دوربین سوراخ سوزنی و دوربین تاریکخانه‌ای در آزمایش‌هایش جهت بررسی خواص نور پرداخت.
آلبرتوس ماگنوس در سده سیزدهم میلادی نیترات نقره و ژرژ فابریسیوس نقره کلرید را کشف کرد. و دانیل باربارو در سال ۱۵۶۸ میلادی نحوهٔ عملکرد دیافراگم و کارکرد عدسی در دوربین تاریکخانه‌ای را شرح داد. ویلهلم هومبرگ در سال ۱۶۹۴ میلادی توضیح داد که نور چگونه برخی از مواد شیمیایی را تاریک می‌کند و در سال ۱۸۰۲ میلادی توماس وجوود انگلیسی توانست بر روی سطح‌های حساس شده با نیترات نقره تصویر شفافی به دست آورد.
اتاق تاریک منجر به تکامل عکاسی و پیدایش دوربین عکاسی شد. اتاق تاریک عبارت از اتاقی بدون پنجره است که به جز روزنه‌ای که بر یکی از دیوارهای اتاق تعبیه شده، هیچ نوری به آن وارد نمی‌شود. تصاویر یا چشم‌اندازهای روبه‌روی روزنه به صورت وارونه بر دیوار روبرویش بازتاب می‌یابد که قابل دیدن است. بعضی از نگارگران از تصاویر بازتاب یافته به عنوان الگوی نقاشی استفاده می‌کردند. بعدها این اتاق تاریک در ابعاد کوچک‌تر تبدیل شد به دوربین عکاسی شد یعنی در برابر روزنه‌ای که وجود داشت مادهٔ حساس به نور قرار می‌دادند تا تصاویر بازتابش یافته، ثبت و ضبط شوند.

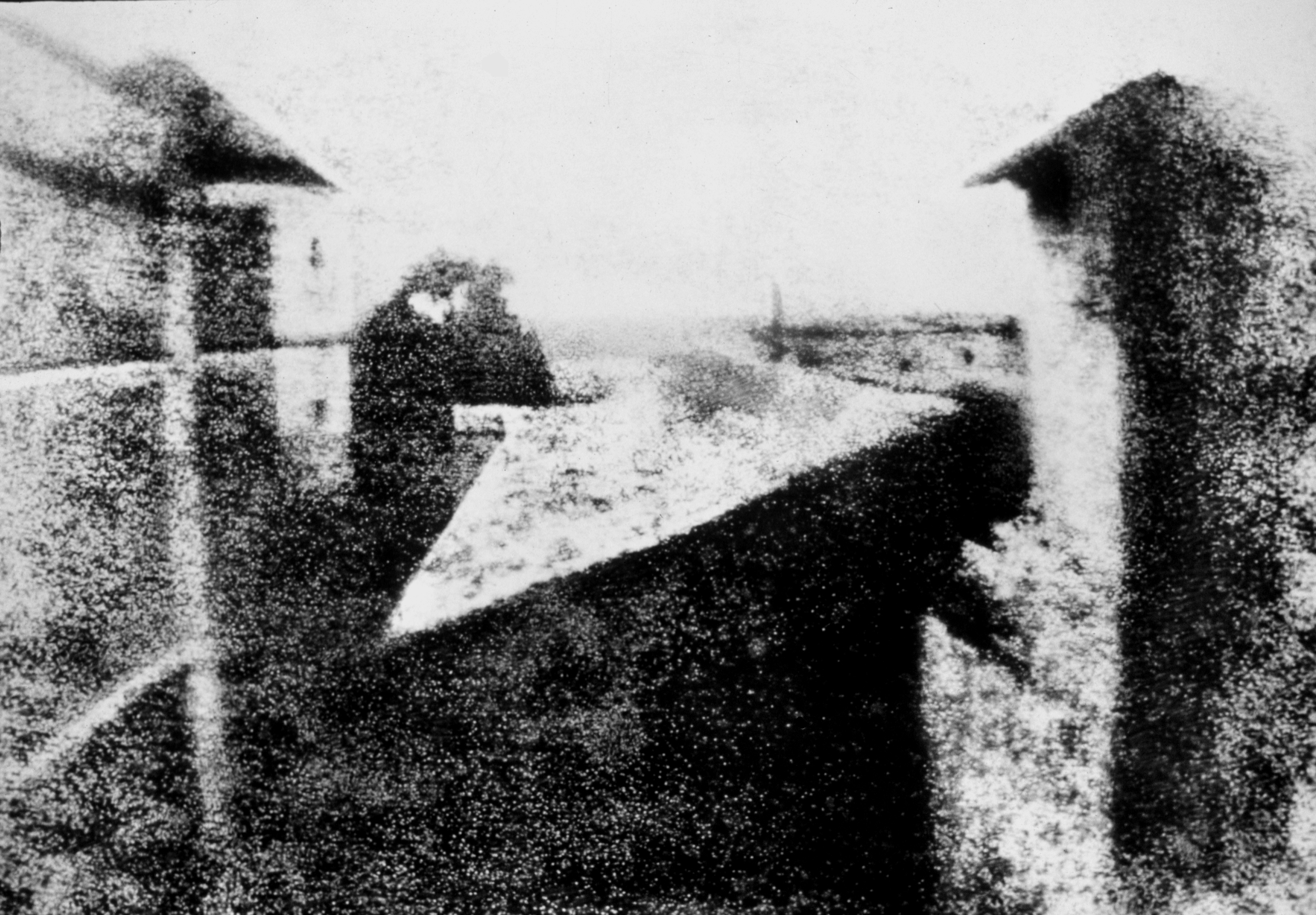
نخستین عکس ثبت‌شده در تاریخ توسط ژوزف نیسه‌فور نیپس.

نخستین تصویر لیتوگرافی نوری در سال ۱۸۲۲ میلادی توسط مخترع فرانسوی، ژوزف نیسه‌فور نیپس تولید شد اما در هنگام رونوشت‌برداری از بین رفت. اما نیپس در سال ۱۸۲۶ دوباره توانست عکسی دائمی از طبیعت به نام اصطبل و کبوترخانه را خلق کند. ولی زمان نوردهی این عکس هشت ساعت بود که زمان بسیار درازی است، و مشکل دیگر هم این بود که تصویر نگاتیو بود یعنی هرچه سفید بود را سیاه هرچه سیاه بود را سفید نشان می‌داد. به همین دلیل او به دنبال یافتن فرایند بهتری بود و با همکاری لوئی داگر، آزمایش‌هایی را بر ترکیبات نقره براساس یافته‌های یوهان هاینریش شولتز در سال ۱۸۱۶ میلادی انجام دادند؛ در آن سال شولتز مشاهده کرد که مخلوطی از نیترات نقره و گچ در مقابل نور، تیره می‌شوند.

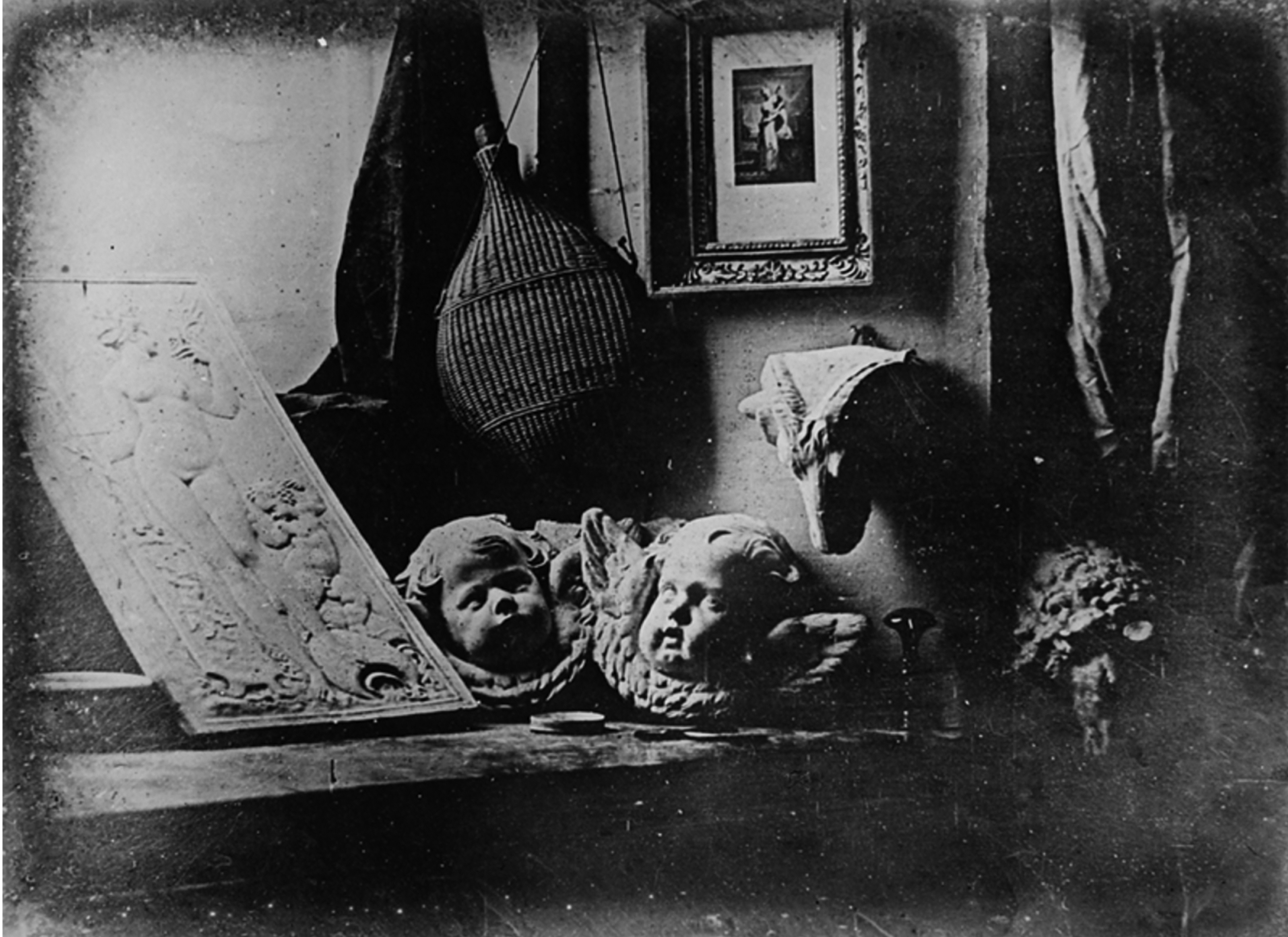
یک عکس داگرئوتیپ که توسط لوئی داگر عکسبرداری شده.

نیپس در سال ۱۸۳۳ میلادی درگذشت؛ ولی داگر در سال ۱۸۳۷ توانست روش داگرئوتایپ را اختراع کند. داگرئوتایپ بدین‌گونه بود که به صفحه‌ای نقره‌ای مدتی بخار ید داده تا نسبت به نور حساس شود، سپس آن را درون یک دوربین جعبه‌ای گذاشته و با برداشتن عدسی حدود ۱۵ تا ۳۰ دقیقه نور از شی موردنظر به صفحهٔ نقره‌ای تابانده می‌شد. برای ظهور تصویر، صفحه را در محلول جیوه با حرارت ۶۵ درجه قرار می‌داد تا با چسبیدن ذرات نقره و جیوه، عکس به وجود آید؛ سپس صفحه را در آب سرد فرو می‌برد تا سطح آن پایدار گردد، در نهایت صفحه را در آب‌نمک (سدیم کلرید) قرار می‌داد و تصویر ظاهر می‌شد. یکی از مشکلات روش داگرئوتایپ این بود که فقط می‌شد یک نسخهٔ پوزیتیو یا مثبت (عکس دائمی) از سوژه ثبت کرد.

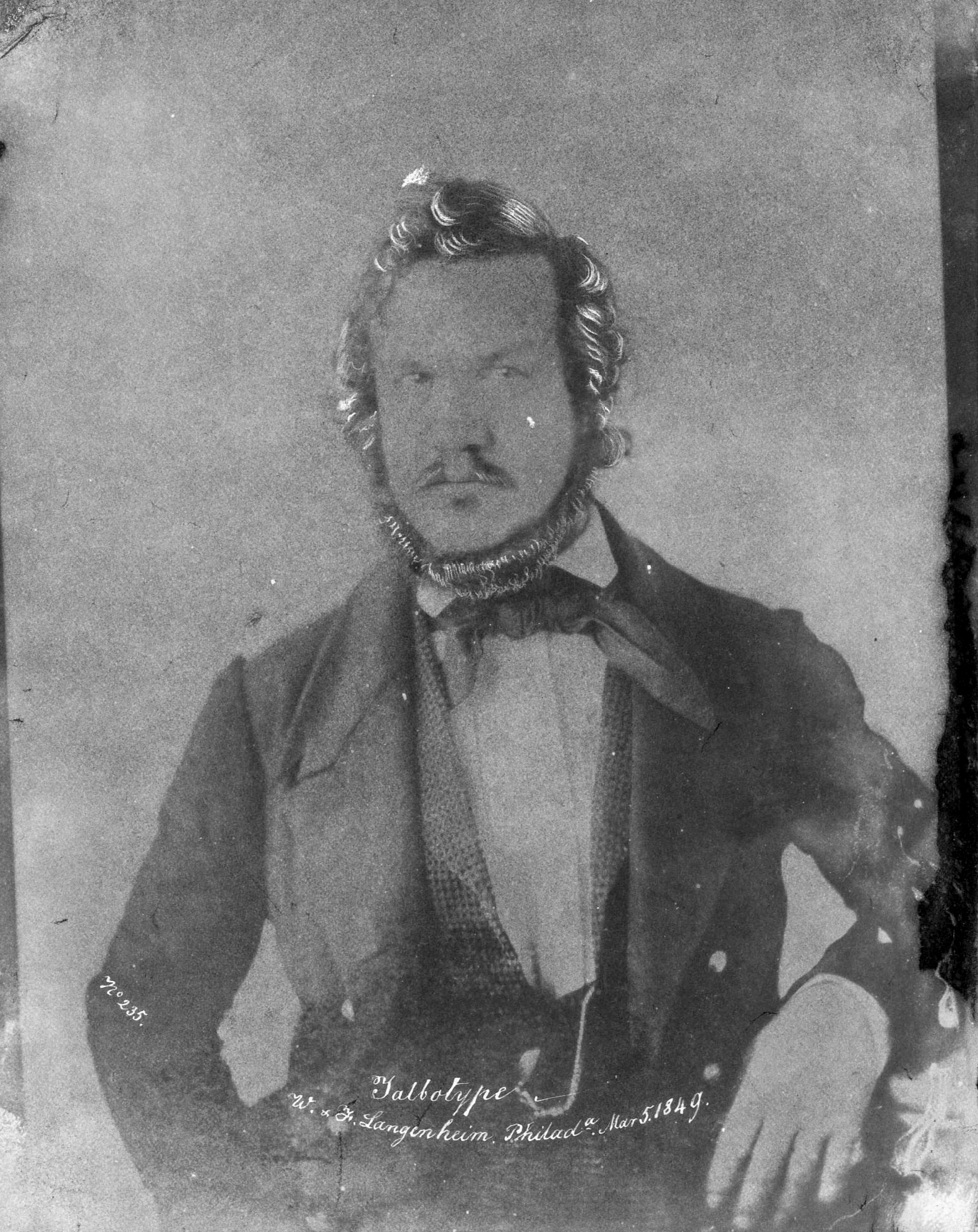
این عکس در سال ۱۸۴۹ به روش کالوتایپ برداشته شده.

در سال ۱۸۳۵ میلادی، چند ماه پس از اینکه نتیجهٔ آزمایش‌های لوئی داگر اعلام شد، شیمی‌دان انگلیسی، هنری فاکس تالبوت گزارشی از روند عکاسی خود که آن را «طراحی نوری» نامیده بود منتشر کرد؛ تالبوت این روش را در سال ۱۸۳۵ میلادی ابداع کرده بود اما آن را مخفی نگه داشت و روش خود را کامل و در سال ۱۸۴۰ با عنوان کالوتایپ معرفی کرد.
در این روش، به‌جای استفاده از صفحات فلزی، از کاغذ حساس‌شده به نیترات نقره با ترکیبی از سدیم کلرید و اسید گالیک استفاده کرد. کاغذ حساس‌شده به مدت دو دقیقه نوردهی می‌شد و پس از آن یک تصویر پنهان به وجود می‌آمد که آن را با استفاده از پتاسیم یدید و سدیم سولفات به صورت نگاتیو (منفی) در اندازه‌های کوچکتر ثبت می‌کرد. سپس با استفاده از آن می‌شد نسخه‌های دائمی فراوانی در اندازه‌های مختلف تهیه کرد؛ تا پیش از این عکاسان مجبور بودند صفحهٔ حساس را به اندازهٔ شی موردنظر بسازند و امکان تغییر در اندازه وجود نداشت. تا سال ۱۸۶۰ میلادی روش داگرئوتایپ به کلی منسوخ شد و عکاسی مبتنی بر نسخه‌های نگاتیو و پوزیتیو جایگزین آن شد.
در سال ۱۸۳۹ جان هرشل با استفاده از سدیم تیو سولفات روشی را برای تهیهٔ نسخهٔ نگاتیو روی شیشه ابداع کرد که به‌مرور جایگزین نگاتیوهای کاغذی شد.

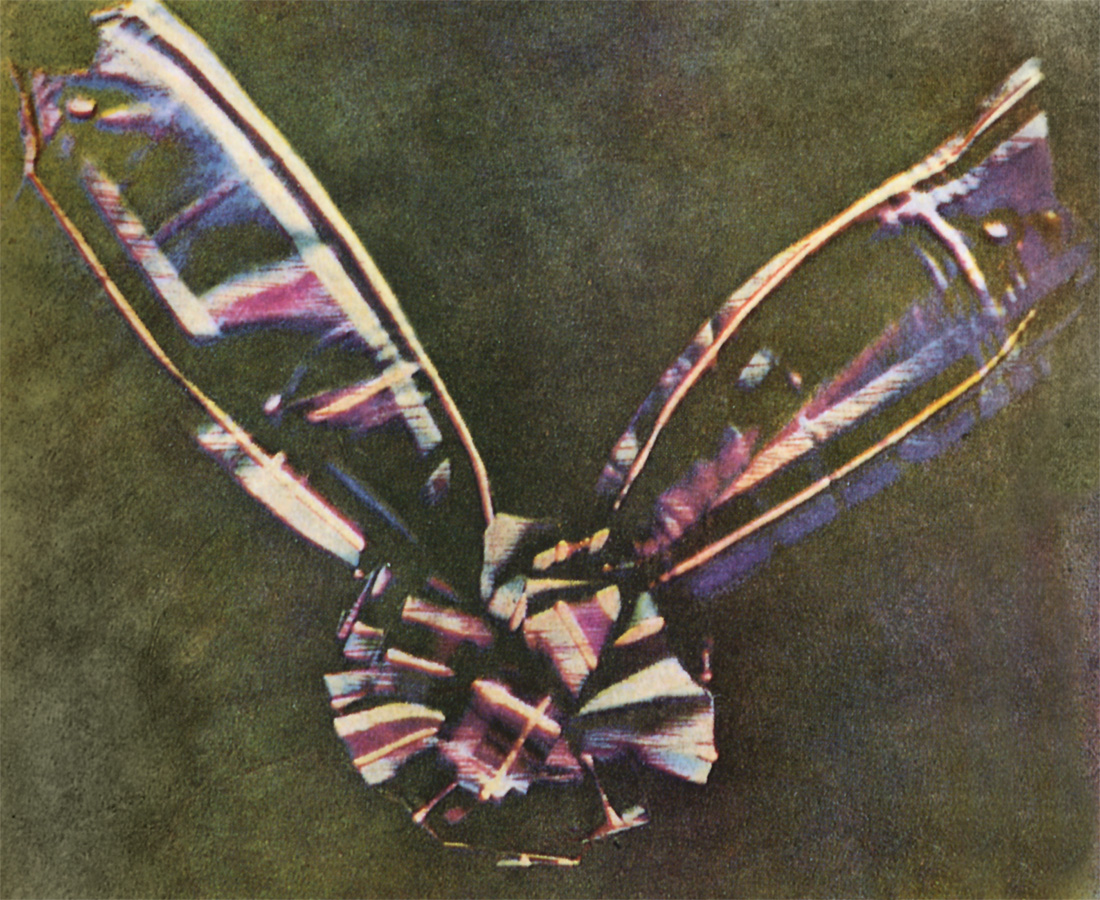
نخستین عکس رنگی از یک روبان که در سال ۱۸۶۱ توسط جیمز کلرک ماکسول عکسبرداری شده.

تئوری عکس رنگی سه‌رنگ، توسط جیمز کلرک ماکسول فیزیکدان انگلیسی در سال ۱۸۵۵ پیشنهاد شده بود. برپایهٔ نظریهٔ او، نور مرئی از سه رنگ اساسی قرمز، سبز و آبی، تشکیل شده است. پس فیلمی از سه لایه ساخت که هر لایهٔ آن نسبت به یکی از سه رنگ‌های اولیه حساس بود و توانست نخستین عکس رنگی را در سال ۱۸۶۱ به ثبت برساند.
بالاخره در سال ۱۸۷۴، یک شرکت انگلیسی نخستین شیشه‌های خشک عکاسی را به بازار عرضه کرد و عکاسی جنبهٔ عملی به خود گرفت. اما حمل و نقل مقدار زیادی شیشه، از لحاظ سنگینی و شکنندگی، یکی از مشکلات پیش روی بود تا اینکه در سال ۱۸۷۱ ریچارد مادوکس، فیزیکدان و عکاس انگلیسی با ابداع فیلم عکاسی ژلاتینی، زمان عکسبرداری را کوتاه کرد و جابه‌جایی فیلم‌های عکاسی را راحت نمود که نقطهٔ عطفی در تاریخ عکاسی محسوب می‌شود.

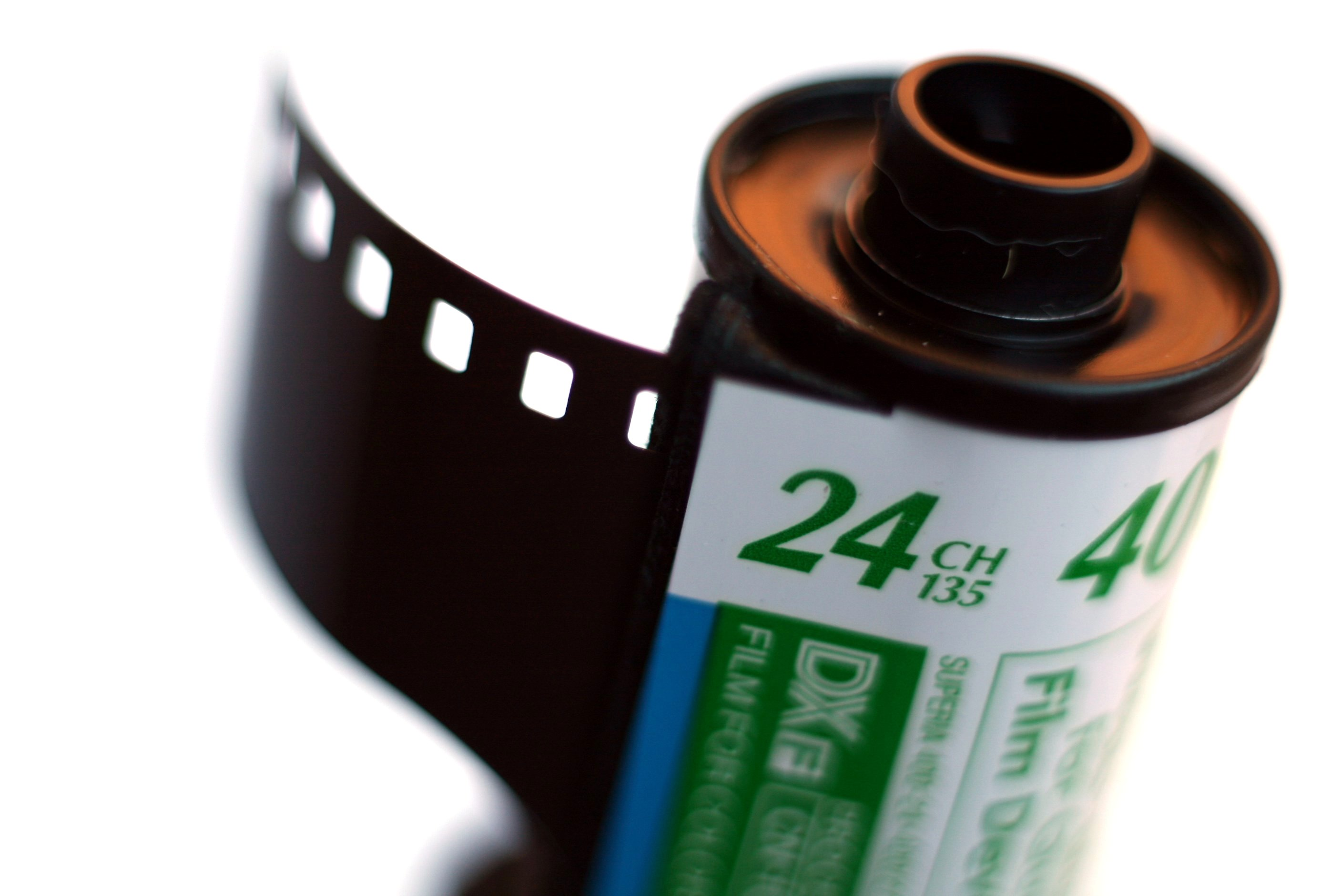
یک فیلم رول.

جورج ایستمن آمریکایی در سال ۱۸۸۴ میلادی فیلم رول را که فیلمی از جنس پلاستیک آغشته به امولسیون ژلاتینی است را ابداع کرد و با ساخت دوربین جعبه‌ای در سال ۱۸۸۸، عکاسی را برای مردم عادی مقرون به صرفه نمود و تحول مهمی در عکاسی ایجاد کرد؛ شعار تبلیغاتی کمپانی کداک برای دوربین‌هایش چنین بود که «شما دکمه را فشار دهید، بقیه‌اش را ما انجام می‌دهیم.»

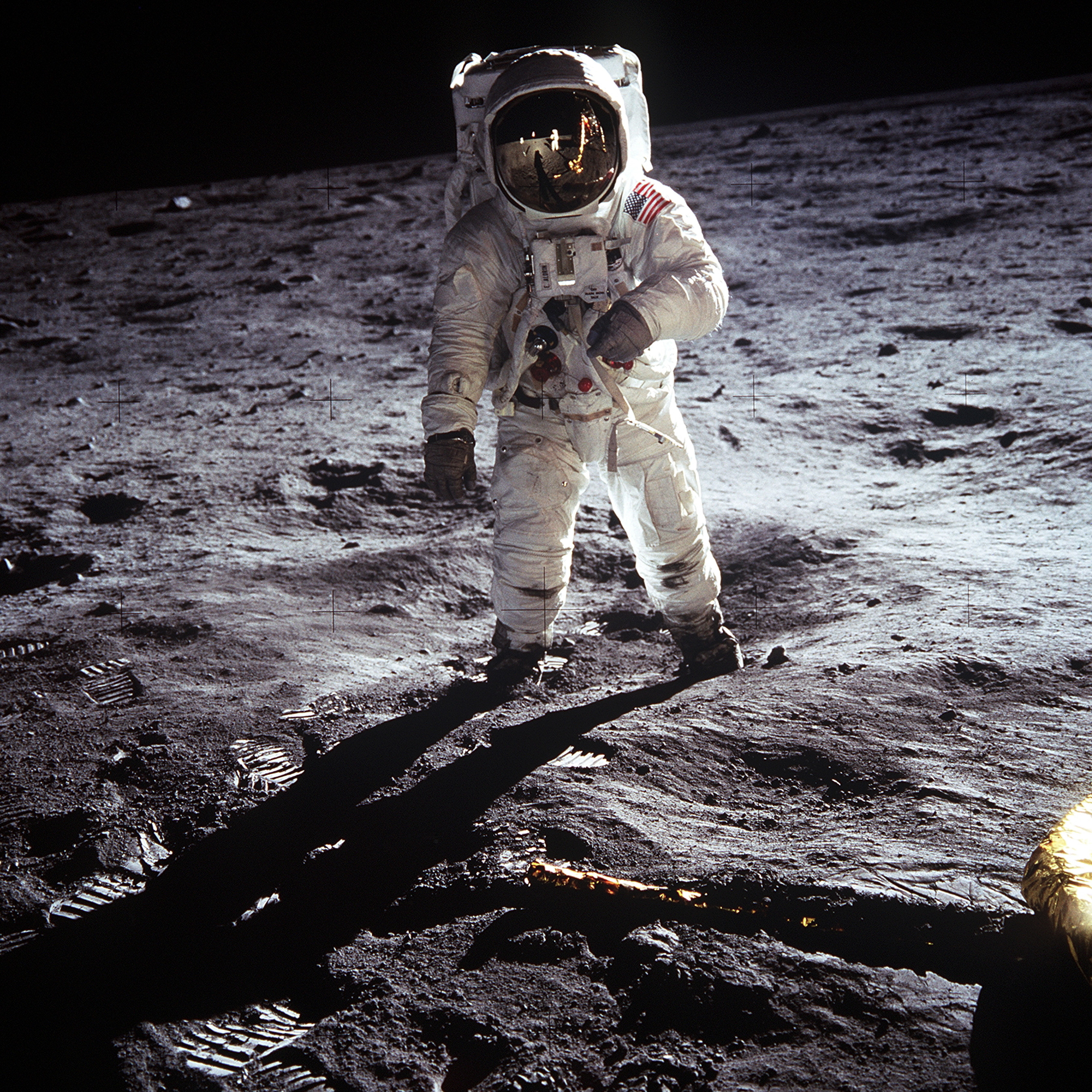
عکس دیجیتال از سفر آپولو ۱۱.

در نوامبر ۱۹۴۸ ادوین لند نوعی دوربین آنالوگ ظهور فیلم فوری موسوم به دوربین پولاروید را اختراع کرد که بلافاصله پس از عکسبرداری، نسخهٔ چاپ‌شدهٔ عکس را پرینت می‌کردند و عکس گرفته‌شده یک دقیقه بعد و در مدل‌های جدیدتر تا چند ثانیه بعد، قابل رویت بود. تصاویر دیجیتال در دههٔ ۱۹۶۰ میلادی و در جریان پیاده‌کردن انسان در ماه، تکامل پیدا کرد. دستگاه‌های گیرندهٔ امواج آنالوگ، اطلاعاتی که در مورد عکس از فضا ارسال می‌شد را بسیار دشوار دریافت می‌کردند. با دیجیتالیزه سیگنالها و تقویت آن‌ها، پارازیتها حذف می‌شدند و تصاویر واضح به‌دست می‌آمد.
پیدایش عکاسی و رواج روش‌های گوناگون این فن در ایران، با اختلاف حدود سه سال از اعلام موجودیت عکاسی در فرانسه روی داده است. اختراعات و انواع ابزار و تجهیزات عکاسی دو تا سه سال پس از اینکه به بازار می‌آمد به‌طور هدیه به‌دست پادشاه ایران می‌رسید. نخستین دستگاه‌های عکاسی به روش داگرئوتایپ، به درخواست محمد شاه قاجار از کشورهای روسیه و انگلیس به دربارِ ایران وارد شد و در اواسط دسامبر سال ۱۸۴۲ میلادی (پایان آذر سال ۱۲۲۱ خورشیدی) نخستین عکسبرداری در ایران انجام گرفت.

## عکاسی آنالوگ

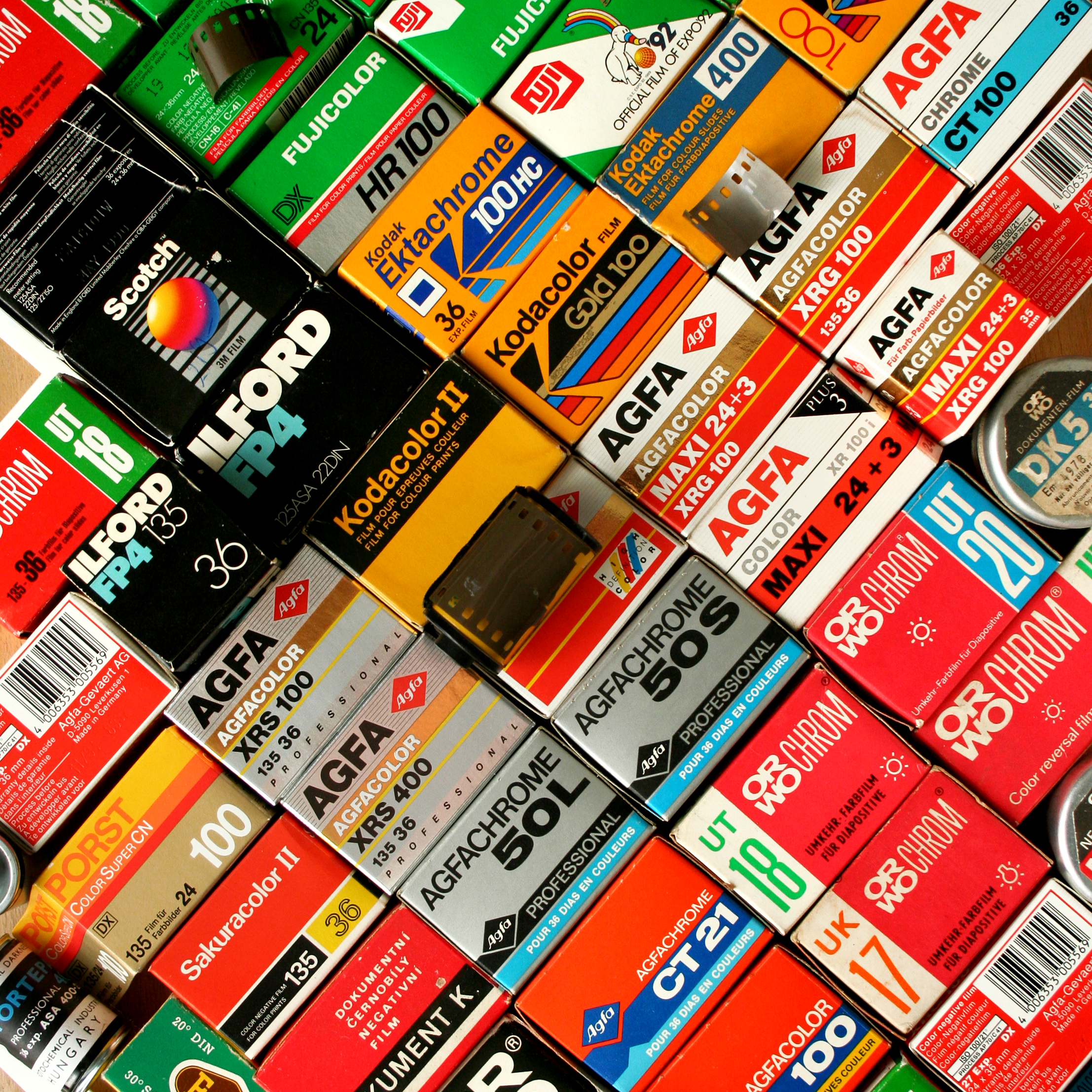
فیلم‌های عکاسی آنالوگ.

هر چند از اول، عکاسی بر پایه آنالوگ بنا شده بود، ولی این صفت، پس از ظهور عکاسی دیجیتال و بخاطر ایجاد وجه تمایز به این نوع عکاسی اضافه گردید. در این سیستم چنانچه در بخش تاریخ عکاسی به صورت مفصل آمده است، تلاش‌های زیادی برای ثبت و ثابت‌سازی تصویر صورت گرفته است. از شیشه‌های خیس کلودیونی، شیشه خشکی که انگلیسی‌ها آن را ابداع کردند و بالاخره فیلم ژلاتینی که به وسیلهٔ ریچارد لیچ مادوکس وارد دنیای عکاسی شدند، همه و همه جزو تلاش‌های بشر برای ثبت تصویر بوده است.
برای به‌دست‌آوردن بهترین نتیجه، در عکاسی آنالوگ، باید تمامی تدبیرات اعمّ از: اصلاح رنگ، نور و کنتراست را پیش از نوردهی انجام داد. چون تقریباً پس از نوردهی و ظهور فیلم، در این خصوص کار زیادی نمی‌شود انجام داد. هر چند روش‌هایی در کارهای تاریکخانهای متداول می‌باشد، ولی چون پایه ثابت است، این تغییرات هم جزئی خواهد بود.

## ظهور فیلم
ظهور در عکاسی به معنای مواجهه دادن فیلم عکاسی یا کاغذ عکاسی با مواد شیمیایی است که باعث تبدیل شدن فیلم به یک تصویر منفی (نگاتیو) یا مثبت (اسلاید)، یا کاغذ به تصویر عکس می‌شود. این نخستین مرحلهٔ ظهور در مورد فیلم و کاغذ است. هدف از ظهور این است که تصویر موقتی که روی فیلم یا کاغذ عکاسی نقش بسته را تبدیل به یک تصویر دائم، قابل دیده شدن، و غیر حساس به نور بکند. توقف، ثبوت و شست‌وشو، مراحل بعدی به‌دست‌آوریِ تصویر ثابت است.
ظهور فیلم سیاه و سفید

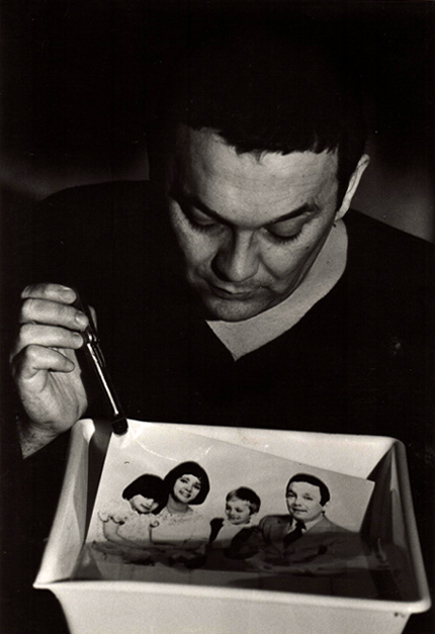
شخصی در حال ظهور یک عکس سیاه و سفید.

1. در ظهور فیلم عکاسی، چه سیاه و سفید، چه رنگی، که یک احیاء شیمیایی است، ذرات نوردیده برمید نقره به فلز نقره سیاه متالیک تبدیل شده و نگاتیو را به وجود می‌آورند.[۴۲][۴۳][۴۴] نتیجهٔ به‌دست‌آمده از ظهور را، از آن جهت نگاتیو می‌نامند که با صحنهٔ عکاسی رابطه عکس دارد؛ یعنی قسمت‌هایی از صحنه عکاسی که روشن هستند، در نتیجهٔ به‌دست‌آمده از ظهور، تیره ثبت می‌شوند و بالعکس.[۴۵] چاپ تماسی یا آگراندیسوری نگاتیو بر روی کاغذ عکاسیِ نگاتیو، نتیجه مثبت به‌دست می‌دهد.[۴۶]
2. ظهور ریورسال، برای به‌دست‌آوردن نتیجهٔ مثبت (پزیتیو) اجرا می‌شود.[۴۷][۴۸] معمولاً حاصل کار این نوع ظهور را اسلاید می‌نامند.
در بین مراحل ظهور ریورسال سیاه سفید یک مرحله نور دادن وجود دارد. برای اینکه این مرحله به صورت کامل و عاری عیب و نقص صورت بگیرد، قرقره تانکهای ظهور باید کاملاً شیشه‌ای باشد، تا سایه به وجود آمده از آن باعث خراب شدن نتیجه نگردد.[۴۹]

ظهور فیلم رنگی
1. ظهور فیلم رنگی از نظر دما به مراتب حساس‌تر از ظهور فیلم سیاه و سفید است؟ با وجود لایه‌های حساس به رنگ در پایه این فیلم‌ها، تغییرات جزئی دما در حد نصف درجه سانتی‌گراد باعث بروز اعوجاج رنگ خواهد شد. در سیستم ظهور فیلم رنگی دما به صورت اتوماتیک به وسیلهٔ دستگاه ظهور تنظیم و ثابت نگه داشته می‌شود. با ظهور مداوم، که در لابراتوارهای بزرگ انجام می‌گیرد، ثابت نگه داشتن قدرت احیاکنندگی داروی ظهور اهمیت بسزایی دارد. این کار معمولاً با داروهای تقویتی که با علامت R مشخص می‌شوند، صورت می‌گیرد. داروهای تقویتی را بر حسب سانتیمتر مربع از ظهورهای صورت گرفته به داروی اصلی می‌افزایند.
2. در ظهور ریورسال رنگی، بر خلاف ریورسال سیاه و سفید مرحله نوردهی مجدد در کار نیست. ظهور دوم بلافاصله پس از بلیچ صورت می‌گیرد. پایه فیلم ریورسال رنگی نیز بر خلاف سایر فیلم‌های رنگی (نور روز و نور شب) شفاف است.[۵۰]

داروهای ظهور ریورسال رنگی، قبلاً انواع متفاوتی داشتند و ظهور آن‌ها فقط در کارخانه سازنده آن امکان داشت. در بستهٔ هر فیلم ریورسال، یک پاکت به آدرس کارخانهٔ سازنده آن فیلم وجود داشت که هزینه پستی آن نیز توسط خود کارخانه تقبل شده بود. پس از نوردهی فیلم داخل آن پاکت قرار داده شده و ارسال می‌گردید. کارخانه، فیلم را ظاهر و به آدرس عکاس ارسال می‌نمود.
استفاده همه‌گیر فیلم‌های ریورسال موجب به وجود آمدن داروی واحدی به نام ئی-۶ گردید. فعلاً تقریباً تمامی فیلم‌های ریورسال رنگی با این دارو قابل ظهور هستند.

## عکاسی دیجیتال

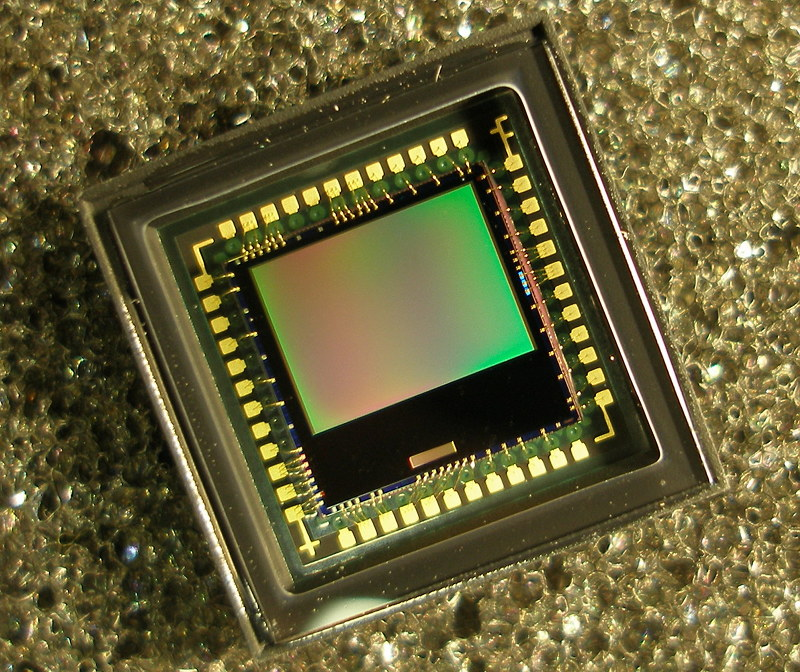
یک سنسور CMOS.

عکاسی دیجیتال به فرایند ثبت تصاویر به وسیلهٔ دریافت و ثبت نور بر روی سطح حساس به نور سنسور الکترونیکی گفته می‌شود. الگوهای نوری بازتابیده شده یا ساطع شده از اشیاء بر روی سطح حساس به نور سنسور تأثیر می‌گذارد و باعث ثبت تصاویر می‌گردد.
آسانی نسبی استفاده، سرعت بالای بازدید، انتقال و چاپ و نیز در بسیاری از موارد، کیفیت برتر، تعدادی از ویژگی‌های متمایزکنندهٔ عکاسی دیجیتال هستند.

نحوهٔ عملکرد الگوی بایر.

در عکاسی دیجیتال، سنسور (حسگر) وظیفهٔ ثبت تصویر را بر عهده دارد و هیچ‌کدام از سنسورها به صورت مستقیم قادر به شناسایی رنگ‌ها نیستند و فقط می‌توانند شدت روشنایی نور را ثبت کنند. هر سنسور از میلیون‌ها سنسور ریز حساس به نور تشکیل شده و هرکدام از این حسگرهای ریز غالباً یک پیکسل از عکس نهایی را ثبت می‌کند. سازندگان این سنسورها با قرار دادن فیلترهای سرخ، سبز و آبی (رنگ‌های اولیه) روی تک تک آن‌ها با استفاده از الگوهایی مانند الگوی بایر می‌توانند به پردازشگرهای دوربین قابلیت آن را بدهند که با کمک الگوریتم‌های درون‌یابی (اینترپولیشن) و مقایسه ارقام ثبت شده توسط ریز سنسورهای مجاور، رنگ واقعی هر پیکسل را حدس بزنند. دوربین‌هایی که قابلیت ذخیرهٔ عکس را به صورت خام دارا هستند، اجازه می‌دهند که این بخش نهایی شناسایی رنگ‌ها روی رایانه شخصی انجام شود و این به کاربران اجازه می‌دهد که آزادی بیشتری در ویرایش عکس نهایی داشته باشند.
یکی از خصوصیاتی که در بازاریابی دوربین‌های دیجیتال بر آن تأکید می‌شود تعداد کل پیکسل‌های یک دوربین است. این رقم که با واحد مگاپیکسل یا میلیون پیکسل شمارش می‌شود، از راه ضرب تعداد پیکسلهای افقی و عمودی یک سنسور محاسبه می‌شود.
برای مثال، دوربینی که حسگری دارای ۳هزار پیکسل افقی و ۲هزار پیکسل عمودی باشد، یک دوربین ۶ مگاپیکسلی خواهد بود. با وجود آنکه این رقم در برخی موارد می‌تواند شاخص خوبی برای مقایسه کیفیت تصویر دوربین‌های دیجیتال باشد، این رقم در اکثر موارد می‌تواند گمراه‌کننده نیز باشد. کیفیت نهایی یک تصویر دیجیتال مؤثر از متغیرهای بیشتری مانند نوع سنسور، مساحت سنسور، اندازه لنزهای ریز روی هر پیکسل و قدرت تمرکز لنز می‌باشد.
هیستوگرام

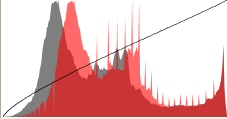
نمونه‌ای از یک هیستوگرام.

هیستوگرام (بافت‌نگار) به نموداری گفته می‌شود که فراوانی عناصری که در محور افقی آن قرار دارند را در محور عمودی نشان می‌دهد. هیستوگرام عکس، شدت نور را، از کمترین مقدار تا بیشترین مقدار، در محور افقی و تعداد پیکسل‌های هرکدام از آن‌ها را در محور عمودی نشان می‌دهد.
توجه به هیستوگرام، راه بسیار خوبی برای کنترل نوردهی دوربین و تصویر به وجود آمده است.
بافت‌نگار به عنوان یک عملگر کاربردی مصطلح است و یکی از ابزارهای مفید و کارآمد در دوربین‌های عکاسی دیجیتال به‌شمار می‌رود.

## تجهیزات عکاسی

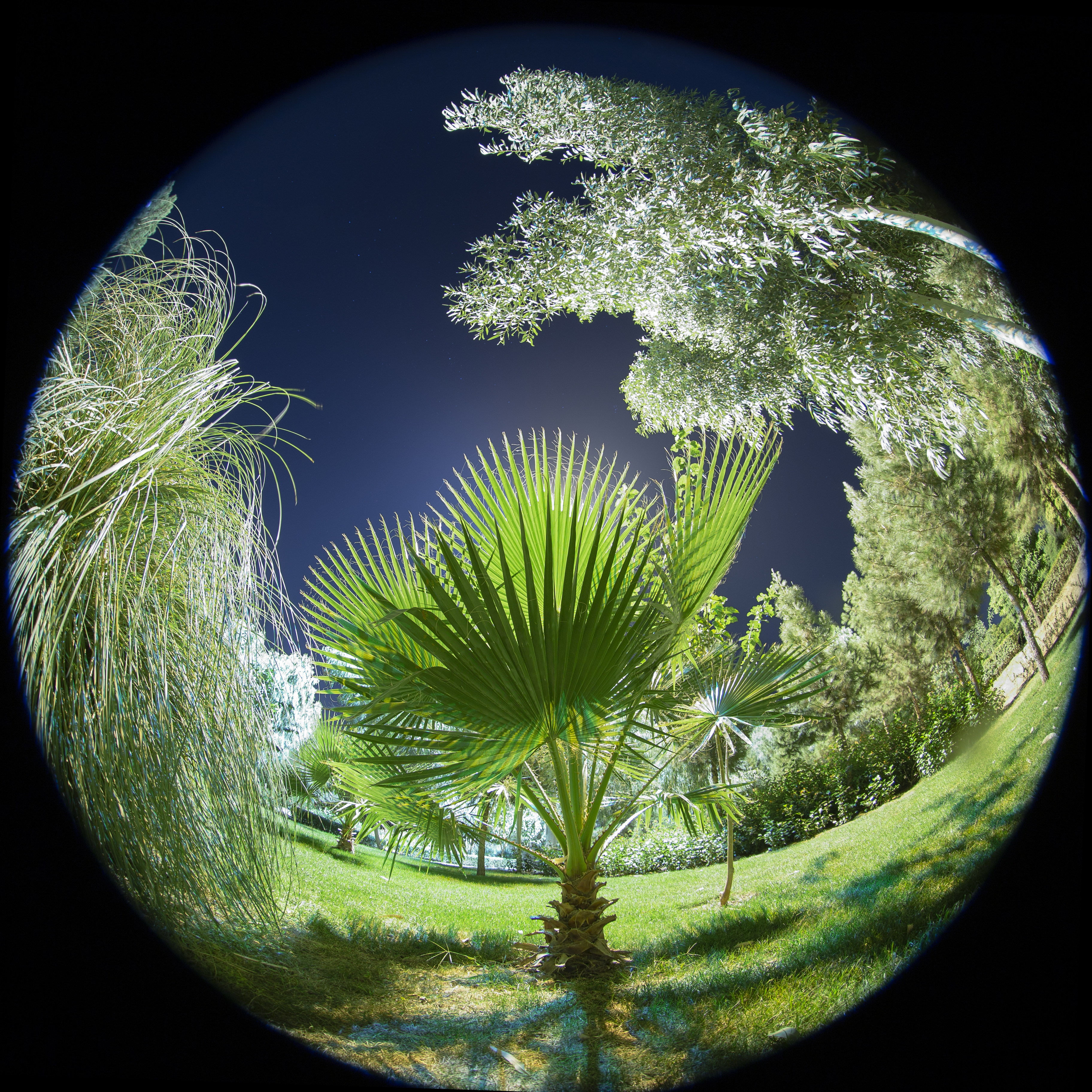
عکاسی در شب با لنز فیش آی یا چشم ماهی ۸–۱۵ شرکت کانن از یک پارک در شهر قم

عکاسی نیز همچون دیگر هنرها و علوم، نیاز به ابزار و تجهیزات خاص خود دارد. برخی از ابزارها در ایجاد عکس نقش اساسی دارند و نبود آن‌ها فرایند عکسبرداری را ناممکن می‌سازد و بعضی دیگر به عکاس کمک می‌کنند تا علاوه بر سرعت عمل و صرفه‌جویی در زمان، تصویر بهتری را نیز ثبت کند.

### دوربین آنالوگ
دوربین آنالوگ طی سالیان طولانی از وضعیت ابتدایی خود که همان اتاق تاریک بود، تکمیل و به حالت فعلی درآمده است. نخستین دوربین‌ها فاقد مسدودکننده و دیافراگم بودند. لنز آن دوربین‌ها کاملاً ابتدایی، و انحراف خطی شدید و سایه یا تاریکی در گوشه‌ها داشتند. لزوم مسدودکننده از زمانی احساس گردید که سرعت مواد حساس عکاسی (نورگیری) افزایش یافت و زمان نوردهی به کسری از ثانیه رسید. مسدودکننده‌ها در انواع مختلفی تولید شده و برای کارهای متعدد مورد استفاده قرار گرفتند. مسدودکننده‌های برگی در تمامی سرعت‌های فلاش کارایی داشتند، ولی سرعت آن‌ها کم بود.

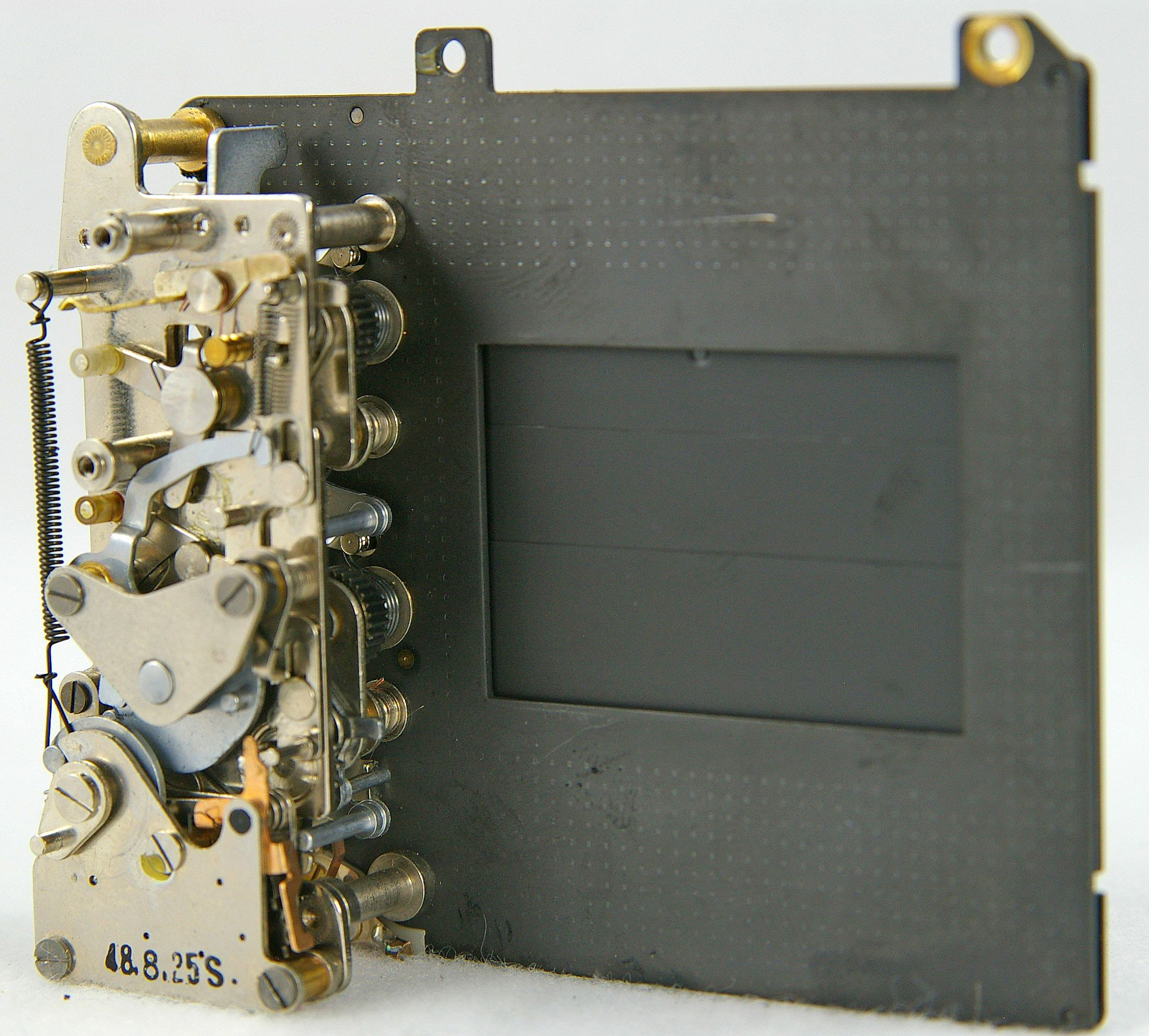

مسدودکننده‌های سطح کانونی هم با وجود سرعت بالا، در ثبت تصویر از سوژه‌های متحرک، بسته به جهت حرکت پره‌ها (افقی یا عمودی) تصویر را دچار اعوجاج می‌کردند. با ورود عکاسی به جامعه و دنیای خبر و ورزش، طلب برای سرعت‌های بالای مسدودکننده، برای ثبت وقایع سریع افزایش یافت. سرانجام کارخانه مینولتا در سال ۱۹۹۸ دوربین ماکسیوم ۹ خود را با سرعت مسدودکننده ۱/۱۲۰۰۰ ثانیه به جهان معرفی کرد، که خود انقلابی در این زمینه محسوب می‌شود.

### فیلم
فیلم عکاسی که عمده تاریخ عکاسی مربوط به پیدایش و تکامل آن می‌باشد، یک سطح حساس عکاسی است که از شیشه‌های کلودیونِ تر شروع و تا ورق شفاف پلاستیکی که از جنس پلی‌استر یا نیترو سلولوز یا سلولوز استات است ادامه پیدا کرده است. این ورق با یکی از هالیدهای نقره که اکثراً برومور نقره و یک ماده ژلاتینی که برای چسباندن نمک مورد نظر بر سطح ورقه پلاستیکی ساخته شده، به وجود می‌آید.
فیلم عکاسی دارای انواع گوناگونی است. از فیلم‌های عادی نور روز تا ریورسال‌های نور شب.

### دوربین دیجیتال

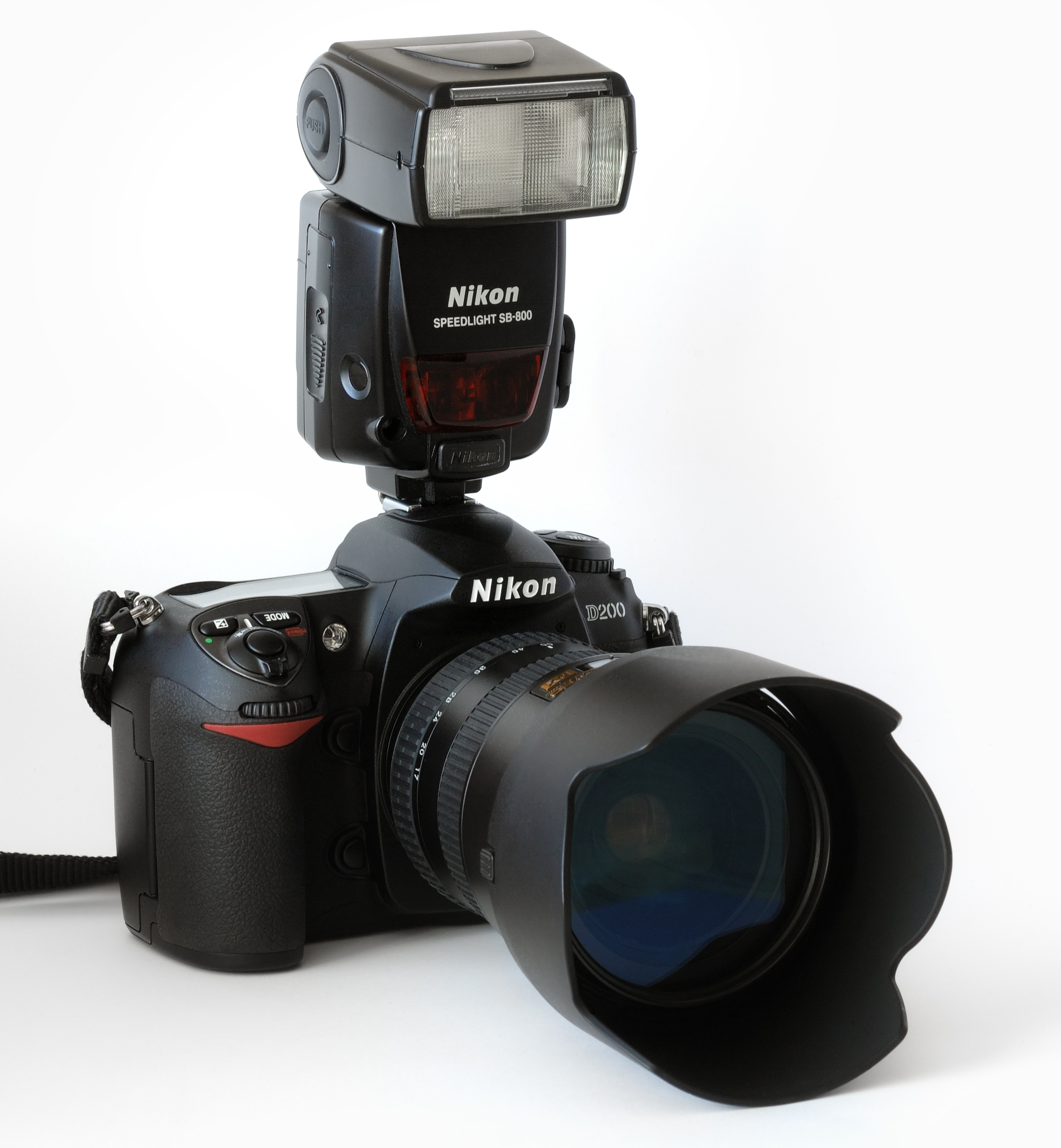
یک دوربین دیجیتال شرکت نیکون.

دوربین دیجیتال یک دستگاه الکترونیکی است که برای گرفتن عکس و ذخیرهٔ آن، به‌جای فیلم عکاسی از حسگرهای حساس به نور معمولاً از دستگاه جفت‌کنندهٔ بار (CCD) یا نیم‌رسانای اکسید فلزی مکمل (CMOS) استفاده می‌کند و تصویر گرفته شده توسط سنسور، طی چند مرحله برای استفاده به حافظهٔ دوربین فرستاده می‌شود.
دوربین‌های دیجیتال همانند دوربین‌های آنالوگ دارای یک منظره‌یاب، لنز برای کانونی کردن تصویر بر روی یک وسیله حساس به نور، وسیله‌ای برای نگهداری و انتقال چند تصویر گرفته شده در دوربین و یک جعبه در بر گیرنده تمام این تجهیزات می‌باشد.
در دوربین دیجیتال فرایند ثبت تصویر با استفاده از حسگر تصویر در حافظه انجام می‌گیرد و اجازه می‌دهد که تصاویر در شکل دیجیتال ذخیره شوند و به سرعت و بدون نیاز به عملیات خاصی (نظیر عملیات شیمیایی بر روی فیلم) در دسترس باشند.

### لنز

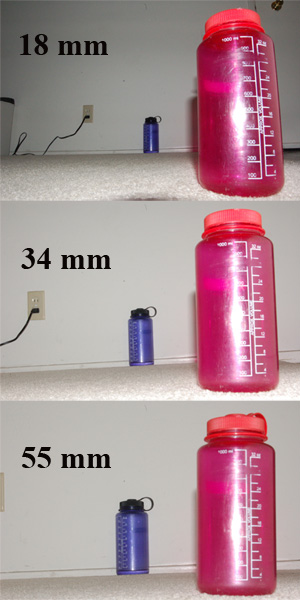
مثالی کاربردی از رابطهٔ زاویه دید و فاصله کانونی

لنز استوانه‌ای حاوی مجموعه‌ای از عدسی است که نور را از خود عبور داده و به درون دوربین هدایت می‌کند و باعث می‌شود که تصویر به صورت واضح بر روی فیلم عکاسی یا گیرنده تصویر منعکس شود. کیفیت عکس، بیش‌تر به لنز بستگی دارد تا دوربین. لنز دوربین‌های کامپکت قابل تعویض نیستند، اما لنز دوربین‌های تک‌لنزی بازتابی (SLR) قابل‌تعویض‌اند.
قدرت و کیفیت لنزها به عوامل گوناگونی بستگی دارد که مهم‌ترین آن‌ها فاصله کانونی و عدد دیافراگم است. فاصله کانونی بر حسب میلی‌متر است و معرف زاویه دید لنز است. هرچه فاصله کانونی لنز کمتر باشد، لنز زاویه دید بازتری دارد و به اصطلاح لنز، وایدتر است و هرچقدر فاصله کانونی بیش‌تر باشد زاویه دید کوتاه‌تر خواهد بود.
انواع لنز به شرح زیر است:
لنزهای متداول
| نوع لنز       | فاصله کانونی          | کاربرد                        |
| ------------- | --------------------- | ----------------------------- |
| لنز سوپر واید | کمتر از ۲۱ میلی‌متر    | عکاسی از مناظر و عکاسی معماری |
| لنز واید      | بین ۲۱ تا ۳۵ میلی‌متر  | عکاسی از طبیعت و عکاسی معماری |
| لنز نرمال     | بین ۳۵ تا ۷۰ میلی‌متر  | عکاسی روزمره و معمولی         |
| لنز تله کوتاه | بین ۷۰ تا ۲۵۰ میلی‌متر | عکاسی پرتره                   |
| لنز تله بلند  | بیش‌تر از ۳۰۰ میلی‌متر  | عکاسی حیات وحش و عکاسی ورزشی  |

افزون بر لنزهای متداولی که نام برده شد، لنزهای دیگری نیز وجود دارد که کاربردهای ویژه و خاصی دارند:
لنزهای ویژه
| نوع لنز            | ویژگی                                             | کاربرد                    |
| ------------------ | ------------------------------------------------- | ------------------------- |
| لنز ماکرو          | بزرگنمایی زیاد                                    | عکاسی ماکرو               |
| لنز چشم ماهی       | زاویه دید ۱۸۰ درجه و فاصله کانونی ۶ تا ۱۶ میلی‌متر | ایجاد جلوه‌های ویژه تصویری |
| لنز اصلاح پرسپکتیو | قابلیت چرخش به جوانب یا بالا و پایین              | عکاسی معماری              |

مبدل‌ها
در دوربین‌های غیر SLR، نمی‌توان لنز را عوض کرد و در نتیجه، بزرگنمایی لنز محدود به بزرگنمایی اولیهٔ دوربین عکاسی خواهد بود. در دوربین‌های SLR امکان تعویض لنز وجود دارد ولی هزینهٔ آن زیاد است. روش دیگر این است که برای تغییر محدودهٔ بزرگنمایی و فاصله کانونی از مبدل استفاده کرد؛ مبدل‌ها انواع مختلف و کارکردهای گوناگونی دارند. که مهم‌ترین آن‌ها، مبدل‌های تله، حلقه گسترش فاصله کانونی و عدسی‌های درشت‌نما می‌باشند.

### فلاش
فلاش یا درخش ابزاری است که برای نورپردازی صحنه‌های تاریک و کم نور و نقاطی که از شرایط نوری نامطلوبی برخوردارند، از آن استفاده می‌شود.

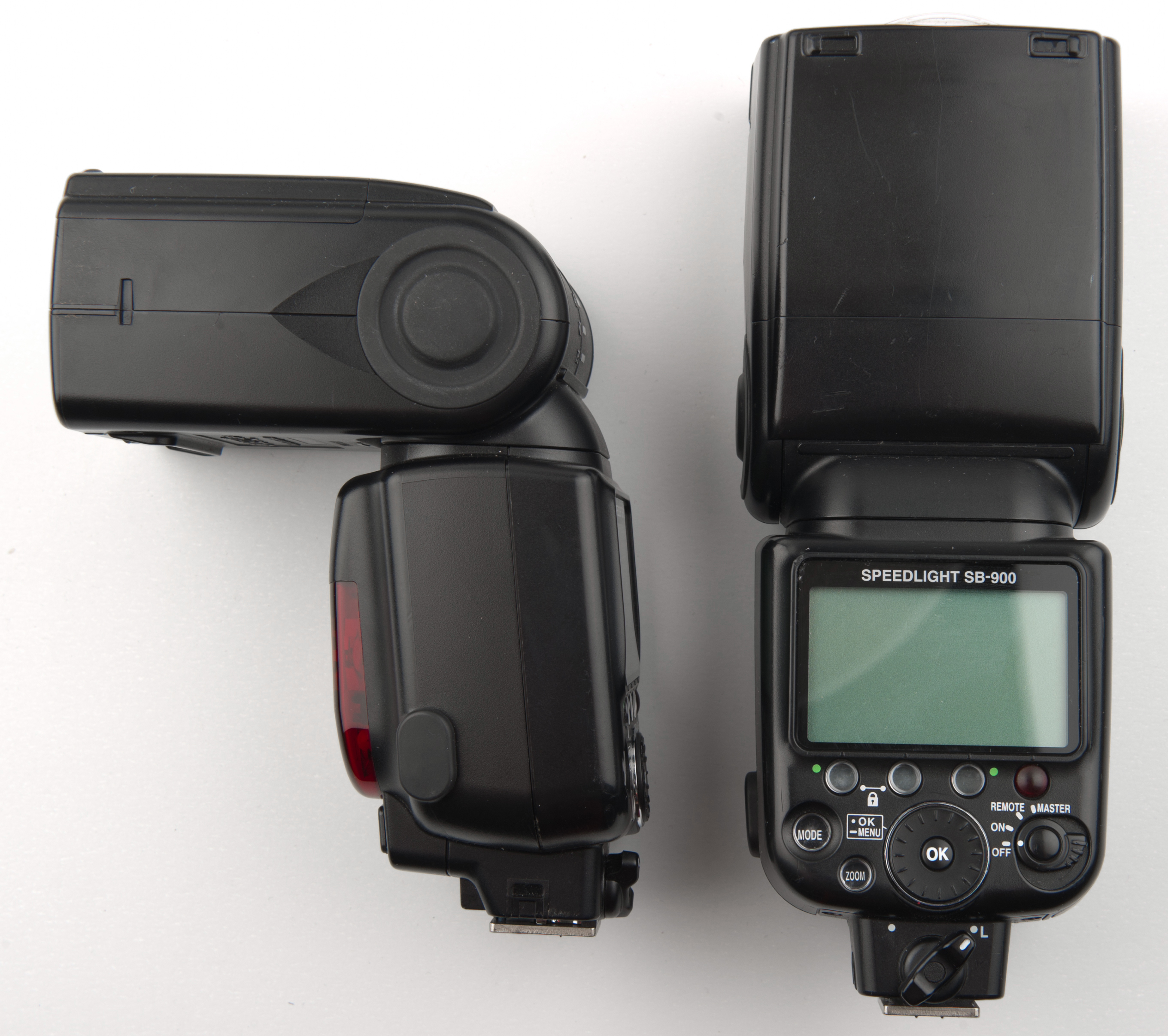
یک فلاش پیشرفتهٔ شرکت کانن.

فلاش یک منبع نور کوچک قابل حمل است که می‌تواند نوری قوی برای یک چندم ثانیه از خود بیرون دهد. فلاش‌ها معمولاً با باتری یک بار مصرف یا قابل شارژ تغذیه می‌شوند ولی برخی از آن‌ها را می‌توان با یک آداپتور به برق شهر نیز وصل نمود.
فلاش‌ها در حالت کلی، دو کاربرد دارند؛ یک کاربرد آن افزایش نور محیط در زمانی که نور اصلی برای عکاسی کافی نیست یا شرایط عکاسی را سخت می‌کند، است و کاربرد دیگر آن، اصلاح نور محیط در زمانی که نور اصلی کافی است، ولی ترکیب خوبی به وجود نمی‌آورد است.

### فیلتر

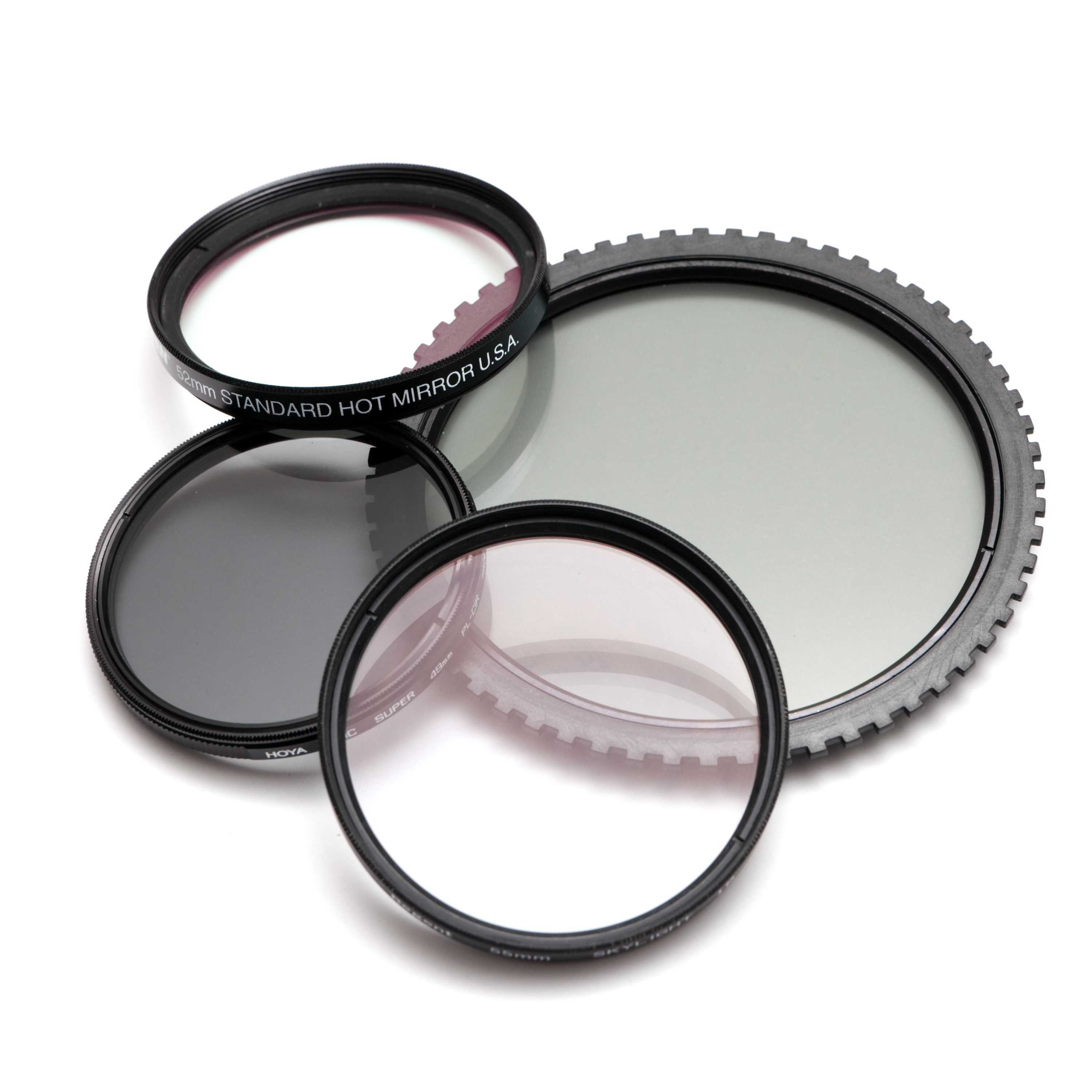
چهار نمونه فیلتر مختلف.

فیلترها در عکاسی، صفحاتی از جنس شیشه، پلاستیک یا ژلاتین با قاب فلزی یا بدون قاب و به صورت ورقی هستند، که در جلوی دهانهٔ لنز یا منبع نور قرار داده می‌شوند. انتهای لنز دوربین‌های تک‌لنزی بازتابی، رزوه است و می‌شود فیلتر را به آن پیچ نمود.
فیلترها انواع مختلفی دارند و هرکدام در شرایط خاصی مورد استفاده قرار می‌گیرد که از آن‌ها می‌توان به فیلتر فرابنفش (جهت جذب پرتو فرابنفش خورشید و محافظ فیزیکی لنز)، فیلتر پولارایزر (جهت تغییر در نور و تأثیر بر کنتراست رنگ‌ها) فیلتر مادون قرمز (جهت عکاسی مادون قرمز)، فیلتر کاهنده نور (جهت کاهش شدت نور) و فیلتر اسکای‌لایت (جهت جلوگیری از نفوذ پرتو فرابنفش) اشاره کرد.

### پایه‌ها
سه‌پایه

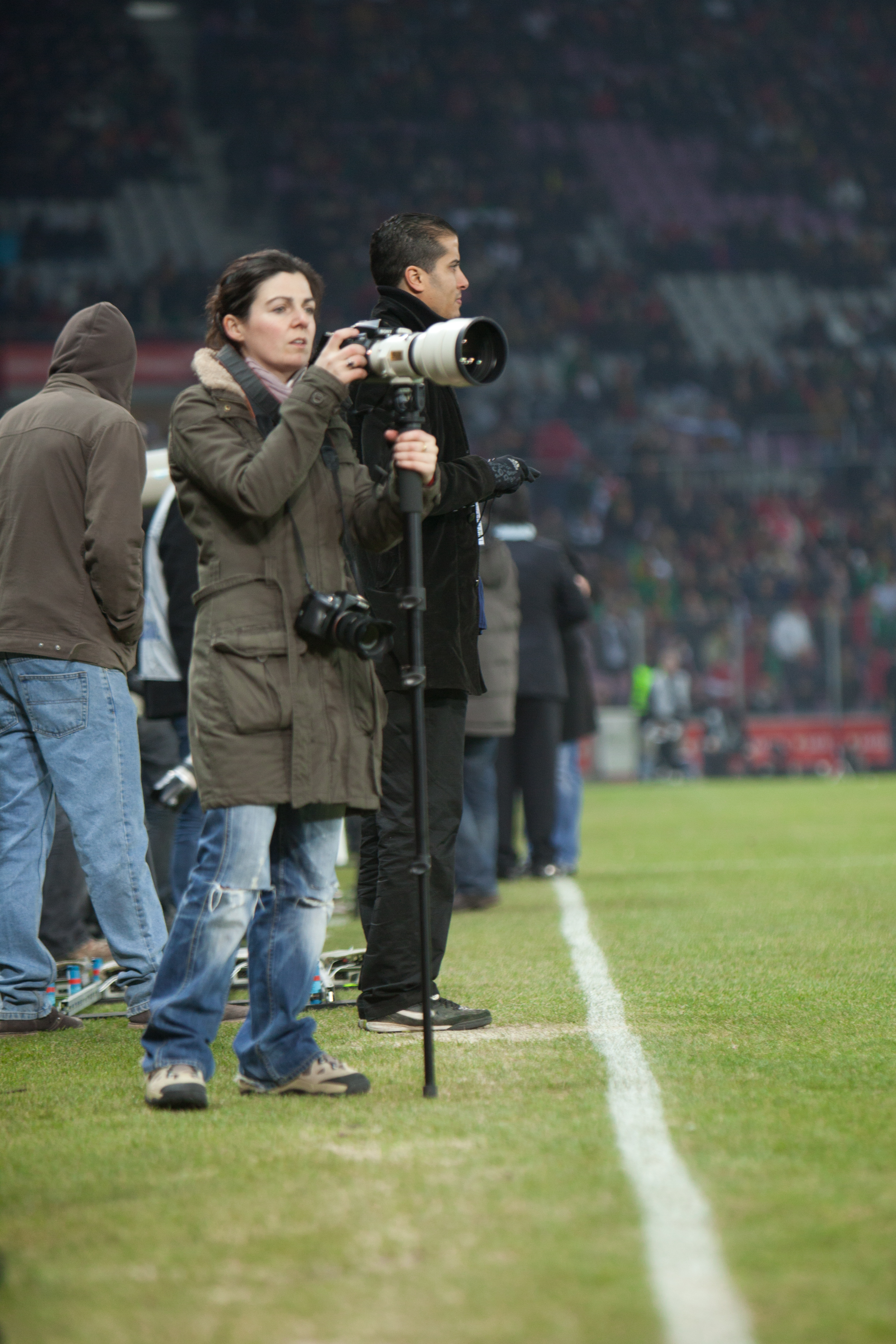
یک عکاس ورزشی در حال استفاده از تک‌پایه.

سه پایهٔ عکاسی، وسیله‌ای است که می‌توان دوربین را روی آن نصب کرد و به کمک آن عکس گرفت. یک استفادهٔ سه‌پایه، جلوگیری از لرزش دوربین در نوردهی‌های زیاد است. همچنین به‌وسیلهٔ سه‌پایه می‌توان از تار شدن عکس که بر اثر تکان‌خوردن احتمالی دوربین ایجاد می‌شود، جلوگیری کرد.
تک پایه
تک‌پایه وسیله‌ای است که دوربین عکاسی به آن متصل می‌شود و لرزش را تا حدی از بین می‌برد.
از تک پایه‌ها در عکاسی حیات‌وحش، عکاسی ورزشی، عکاسی از موزه‌ها و هنگامی که چرخش سریع دوربین در جهت افقی برای عکاسی مورد نیاز است، مانند ثبت عکس‌های پنینگ، بیشتر استفاده می‌شود.

## اصطلاحات فنی
عمق میدان

نمونه‌ای از عمق میدان. فقط سرباز دوم کاملاً فوکوس شده.

عمق میدان عبارت است از گستردگی محدوده‌ای که جلوتر یا عقب‌تر از سوژهٔ اصلی، فوکوس هستند و مقدار معینی از میدان دید لنز که در آن تصاویر به‌صورت کاملاً واضح ثبت می‌شوند. هرچه فاصلهٔ سوژه از دوربین افزایش یابد، دیافراگم بسته تر باشد یا لنز وایدتر باشد عمق میدان نیز افزایش خواهد یافت.
تعادل سفیدی
تعادل رنگ سفید (به انگلیسی: White Balance) یا تعادل رنگ عبارت است از به روند اصلاح رنگ‌ها که در این روند تن رنگ سفید که ممکن است تمایل به برخی رنگ‌های دیگر داشته‌باشد تبدیل به سفیدِ کامل می‌شود و سایر رنگ‌ها نیز به تناظر آن، اصلاح می‌شوند.
نوردهی

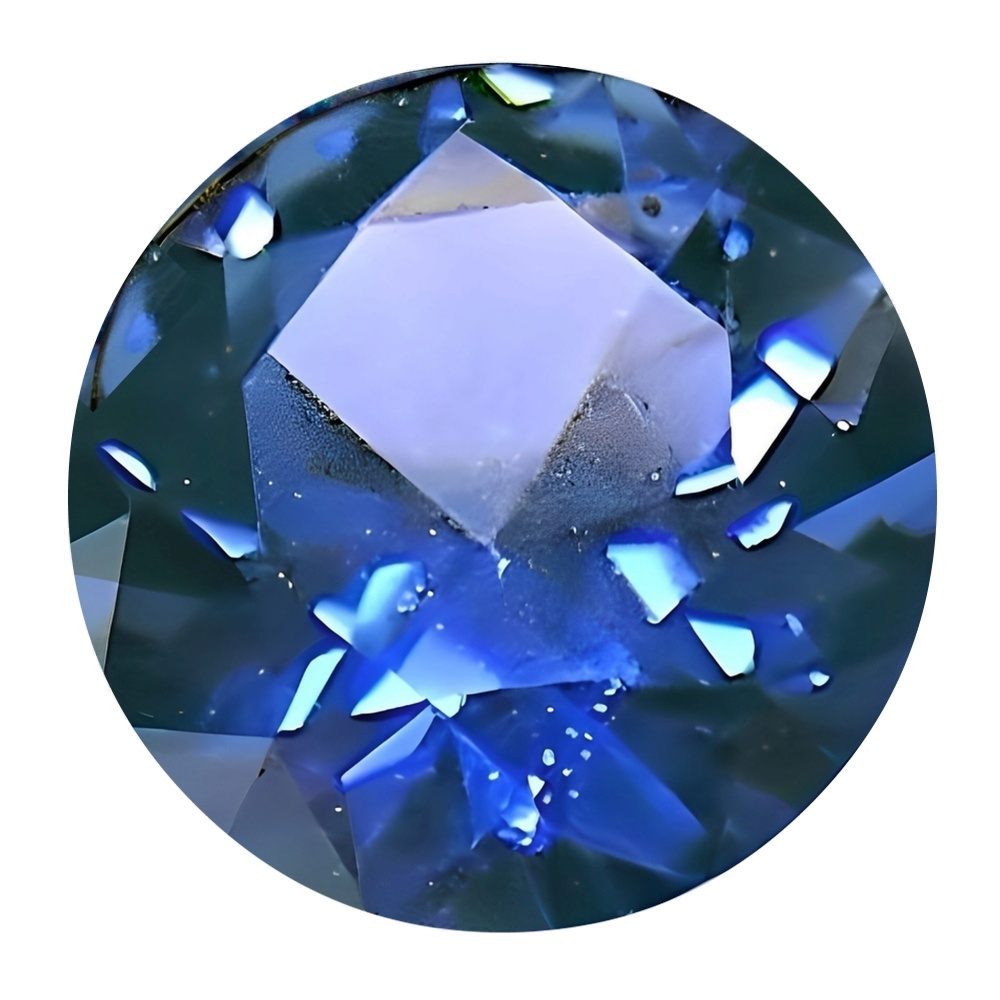
تنها بخش‌هایی از این الماس فوکوس شده‌اند.

به مقدار نوری که به فیلم عکاسی یا گیرنده تصویر می‌رسد، نوردهی گفته می‌شود. این مقدار ترکیبی از نور موجود، عدد دیافراگم و سرعت شاتر است.
فوکوس
به تنظیم فاصلهٔ سوژه تا دوربین فوکوس گفته می‌شود. اشیایی که در فاصلهٔ فوکوس یا نزدیک به آن قرار داشته باشند واضح و سایر اشیاء، محو می‌شوند.
فاصله کانونی

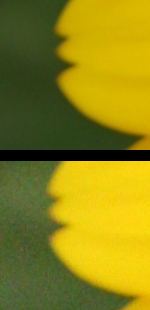
تأثیر سرعت فیلم بر کیفیت عکس. تصویر بالا با ایزوی ۱۰۰ و تصویر پایین با ایزوی ۱۶۰۰ گرفته شده.

فاصله کانونی، به فاصلهٔ مرکز اپتیکی لنز و مرکز کانونی آن گفته می‌شود. این فاصله معمولاً برابر با فاصله فاصله مرکز اپتیکی و سنسور است و تغییر فاصله کانونی باعث افزایش یا کاهش بزرگنمایی می‌شود. هنگام افزایش بزرگنمایی روی یک شی، فاصله کانونی عوض می‌شود و هر چه سوژه دورتر باشد فاصلهٔ کانونی بیشتر می‌شود. در شرایط یکسان عکسی که با فاصله کانونی کمتر گرفته شده باشد، کیفیت بهتری دارد.
حساسیت فیلم
حساسیت فیلم یا ایزو عددی است که جهت اندازه‌گیری حساسیت فیلم عکاسی یا حسگرهای الکترونیکی استفاده می‌شود. در دوربین آنالوگ هرچه حساسیت فیلم بیش‌تر باشد نیاز به نور کمتری خواهد بود ولی کیفیت عکس‌ها نیز کاهش پیدا می‌کند. در دوربین دیجیتال، حساسیت دوربین، مقدار تقویت خروجی حسگر را تعیین می‌کند. هرچه خروجی بیشتر تقویت شود، نیاز به نور کمتر خواهد بود ولی افزایش تقویت، باعث افزایش نویز و در نتیجه کاهش کیفیت می‌شود. این سرعت‌ها را معمولاً با اعداد ۱۰۰٬۲۰۰٬۴۰۰٬۸۰۰٬۱۶۰۰٬۳۲۰۰ نمایش می‌دهند که در آن عدد بزرگتر نمایانگر سرعت بالاتر است.
زاویه دید
زاویهٔ دید، زاویه‌ای است که لنز می‌تواند صحنهٔ روبه‌روی خود را ببیند؛ اگر خطی فرضی از لنز به دو انتهای منظره‌ای که دیده می‌شود ترسیم کنیم، زاویهٔ بین این دو خط، زاویهٔ دید خواهد بود. زاویهٔ دید را فاصلهٔ کانونی مشخص می‌کند و هرچه فاصلهٔ کانونی بیشتر شود، زاویهٔ دید کوچک‌تر و هرچه فاصلهٔ کانونی کمتر بشود، زاویهٔ دید بزرگ‌تر می‌شود.

## ترکیب‌بندی

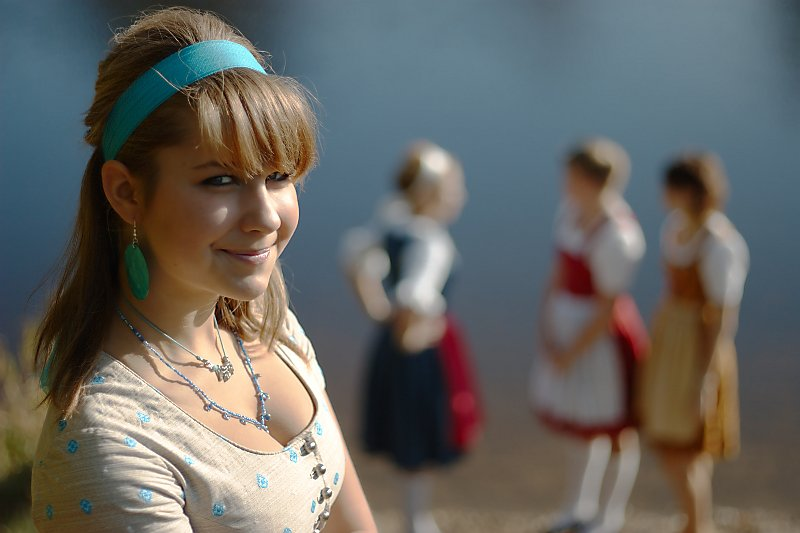
یک عکس با ترکیب‌بندی و خطوط راهنمای مناسب

عکاسی مشتمل بر دو بخش هنر و مهارت است. ترکیب‌بندی از یک‌سو با مسائل زیبایی‌شناسی سر و کار دارد؛ اینکه چگونه می‌توان تصاویر زیباتری به وجود آورد و از سوی دیگر، ترکیب‌بندی می‌تواند در بیان ایدهٔ عکاسی نیز مؤثر باشد و به عنوان مثال عکاس می‌تواند با ترکیب‌بندی مناسب، قسمت‌های مهم تصویر را برجسته کند و توجه بیننده را به قسمت‌هایی جلب کند که هدف اوست. در واقع ترکیب‌بندی عبارت است از قراردادن اجزای عکس در کنار یکدیگر. قسمت زیادی از عکاسی، بدون دوربین است؛ عکاس باید بیندیشد، ریزبین و نکته‌سنج باشد و از همه مهم‌تر، دغدغه داشته‌باشد و پیش از عکسبرداری، صحنه را به خوبی در ذهنش مجسم کند.
نسبت یک‌سوم

این عکس با استفاده از نسبت یک‌سوم کادربندی شده.

قسمت‌های مختلف کادر از نظر بصری، ارزش یکسانی ندارند، برخی قسمت‌ها توجه بیش‌تری را جلب می‌کنند و به همین دلیل باید از آن‌ها استفادهٔ بیش‌تری کرد.
قرار گرفتن عناصر مهم تصویر در محل برخورد خطوط افقی و عمودی که تصویر را به سه قسمت تقسیم می‌کنند، بیش‌ترین توجه را جلب می‌کند. اگر طول و عرض عکس، با استفاده از خطوط فرضی به سه قسمت تقسیم شوند، این خطوط در چهار نقطه که به آن‌ها نقاط طلایی گفته می‌شود یکدیگر را قطع می‌کنند و بهتر است موارد کلیدی و مفهومی تصویر، بر روی این نقاط و خطوط ثبت شود؛ زیرا قرار دادن سوژه روی این نقاط تلاقی، باعث ایجاد هماهنگی و جلب توجه بیش‌تر می‌شود.
نقطهٔ کانونی و خطوط راهنما
نقطهٔ کانونی قسمتی از سوژهٔ اصلی عکس و نخستین نقطه‌ای است که نگاه بیننده را به خود جلب می‌کند. هر عکس باید یک نقطهٔ کانونی اصلی داشته باشد. عکس‌هایی که یکدست هستند و هیچ قسمتی از آن‌ها گیرایی و کشش بیش‌تری نسبت به سایر بخش‌ها ندارند، معمولاً عکس‌های خوبی نیستند و نمی‌توانند ارتباط خوبی با بیننده برقرار کنند.
عکس می‌تواند چند نقطهٔ کانونی فرعی هم داشته باشد تا پس از اینکه نگاهِ بیننده متوجهٔ نقطه کانونی اصلی شد، توجه او را به سمت خود جلب کنند. همچنین، عکس باید نگاه بیننده را هدایت کند؛ نگاه از نقطه کانونی شروع می‌شود و با کمک خطوط راهنما به قسمت‌های دیگر عکس کشیده می‌شود.
در بسیاری از مناظر عناصری وجود دارند که می‌توانند خطوطی راهنما باشند. نرده‌ها، خط افق، درختان و بسیاری دیگر از عناصر این‌چنینی، می‌تواند مورد استفادهٔ عکاس قرار گیرد.

## انواع عکاسی
عکاسی معماری

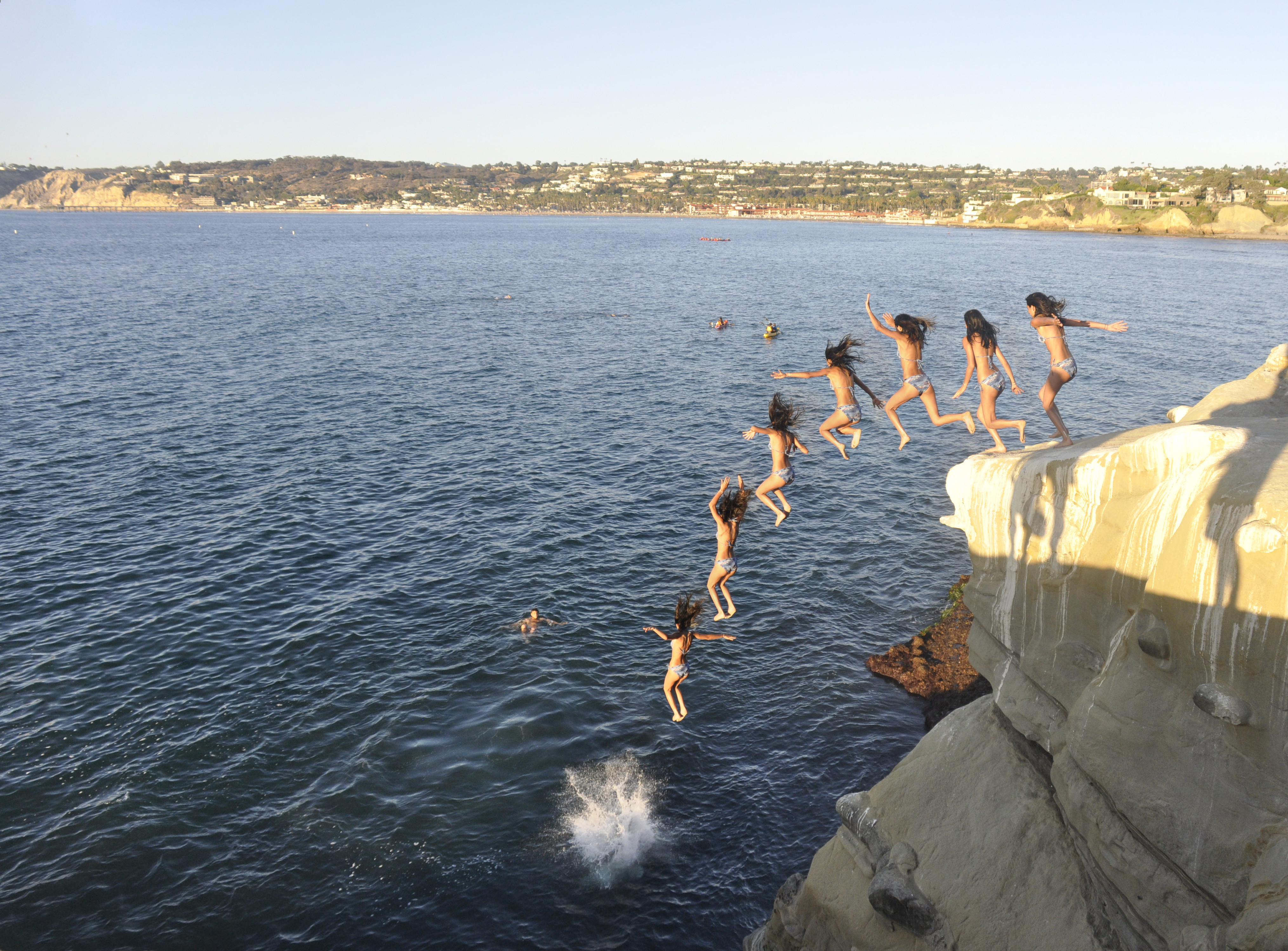
نگاره‌ای از پرش یک دختر از روی صخره با استفاده از تکنیک عکاسی بهم‌چسباندن نگاره‌ها و با استفاده از نرم‌افزار متن‌باز و رایگان هاگین که برای ساخت عکس‌های حرفه‌ای و سراسرنما از عکس‌های جداگانه کاربرد دارد.

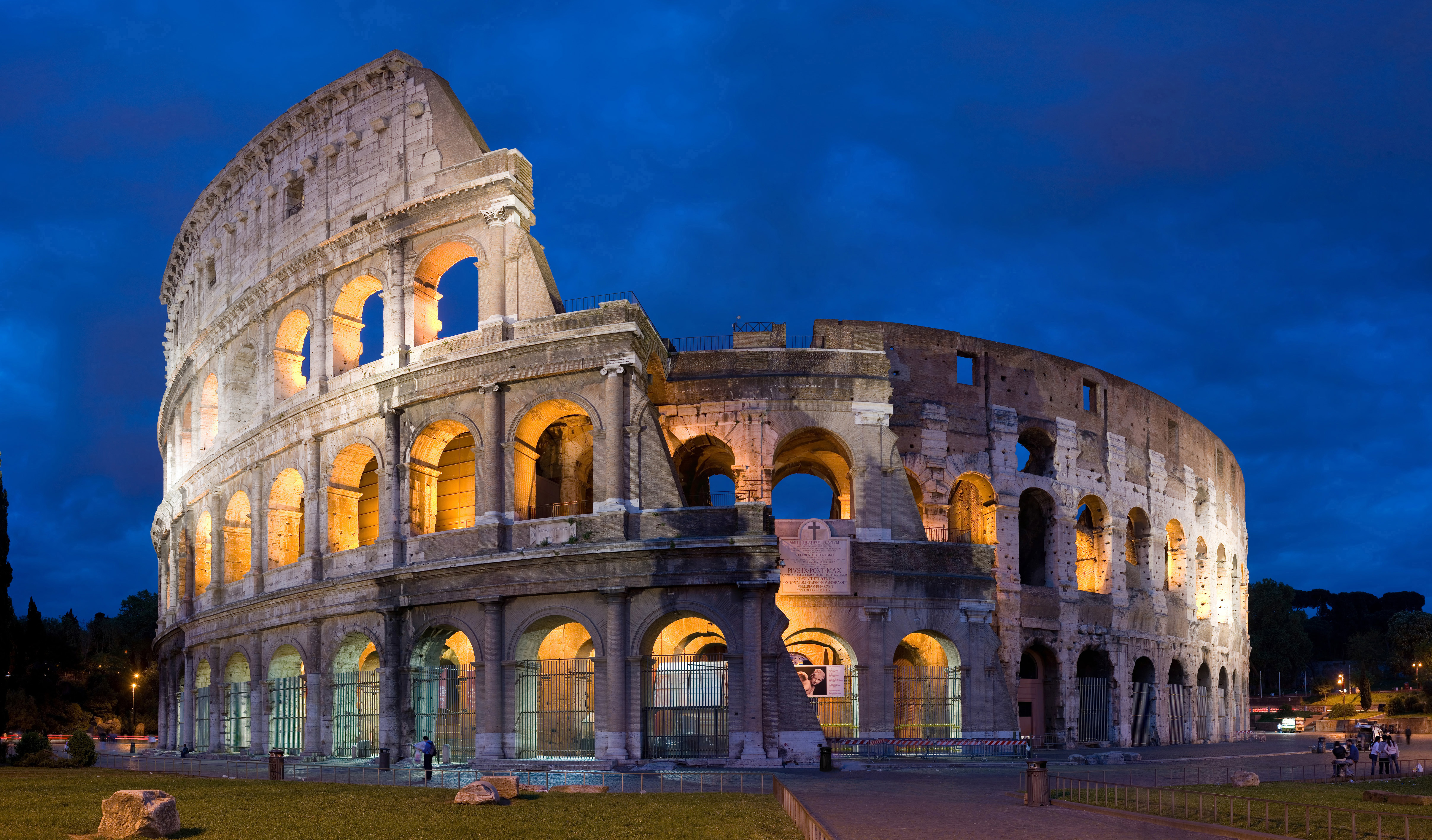
نمونه‌ای از عکاسی معماری، بنای کولوسئوم.

عکاسی معماری، شاخه‌ای از عکاسی است که در آن از آثار معماری و ساختمان‌ها عکسبرداری می‌شود.
در عکاسی معماری، دو فاکتور زاویه دید و نوع لنز مهم‌اند، زیرا معمولاً آثار معماری بزرگ هستند و عکاس هم نمی‌تواند به اندازهٔ کافی از آن‌ها فاصله بگیرد؛ به همین دلیل لازم است که زاویهٔ دید لنز زیاد باشد، یعنی فاصله کانونی کم باشد تا عکاس بتواند همهٔ ساختمان و بنا را در کادر جا دهد.
عکاسی هنری
عکاسی هنری (به انگلیسی: Fine Art Photography) شاخه‌ای از عکاسی است که هدف آن ایجاد آثار هنری و بیان احساسات، ایده‌ها و مفاهیم هنری از طریق تصویر است. برخلاف عکاسی مستند یا خبری که به ثبت واقعیت می‌پردازد، عکاسی هنری بر خلاقیت، دیدگاه شخصی و زیبایی‌شناسی تمرکز دارد و اغلب برای نمایش در گالری‌ها، موزه‌ها یا نمایشگاه‌های هنری تولید می‌شود. این نوع عکاسی می‌تواند شامل سبک‌ها و تکنیک‌های مختلفی مانند پرتره، منظره، عکاسی مفهومی، عکاسی انتزاعی و حتی عکاسی تجربی باشد. عکاسان هنری از ترکیب نور، کادر بندی، رنگ و فرم برای ایجاد تصاویر بیانی و تاثیرگذار بهره می‌گیرند.از جمله عکاسان برجسته در حوزه عکاسی هنری می‌توان به من ری (Man Ray)، هنری کارتیه برسون (Henri Cartier-Bresson) و سلیه برچ (Sally Mann) اشاره کرد که هر یک با سبک منحصر به فرد خود، تاثیر قابل توجهی بر توسعه عکاسی هنری داشته‌اند.عکاسی هنری در قرن بیستم با پیشرفت تکنولوژی دوربین و ظهور جنبش‌های هنری مدرن، به عنوان یک شاخه مستقل از هنرهای بصری شناخته شد و همچنان در دنیای هنر معاصر جایگاه ویژه‌ای دارد.
عکاسی هنری در ایران با بهره‌گیری از میراث فرهنگی و زبان بصری معاصر، به ابزاری برای بیان هویت، دغدغه‌های اجتماعی و نگاه فردی هنرمندان تبدیل شده است. این حوزه در سال‌های اخیر با حضور گسترده در نمایشگاه‌ها و جشنواره‌های بین‌المللی، جایگاه ویژه‌ای در هنر معاصر یافته است.
از عکاسان شاخص این عرصه می‌توان به شادی قدیریان،مهدیه افشار بکشلو،  شیرین نشاط و بهمن جلالی اشاره کرد که هر یک با رویکرد و سبک خاص خود، در معرفی عکاسی هنری ایران به جهان نقش مؤثری داشته‌اند.
عکاسی اجسام بی‌جان
عکاسی اجسام بی‌جان شاخه‌ای از هنر عکاسی است که به ثبت تصویر از اشیاء بی‌جان و معمولاً غیر متحرک و اشیاء محیط پیرامون می‌پردازد.
عکاسی از اجسام بی‌جان در حقیقت جزو سبک‌های مشکل عکاسی محسوب می‌شود، عکاسان این سبک باید توانایی نورسنجی دقیق را داشته و از ذوق ترکیب‌بندی بالایی برخوردار باشند. هدف اصلی در عکاسی طبیعت بی‌جان، بیان ایده و مفهومی خاص، به ساده‌ترین و روشن‌ترین شکل ممکن است.
وجه تمایز اصلی این سبک با سایرسبک‌ها، در حقیقت به چیدمان صحنهٔ عکس مربوط است؛ چیدمان در حقیقت همان چیدن صحنه عکس و ساختن صحنه است؛ در این سبک، عکاسان در حقیقت بیشتر عناصر عکس را می‌سازند تا اینکه صرفاً سرگرم عکاسی باشند.
عکاسی نجومی

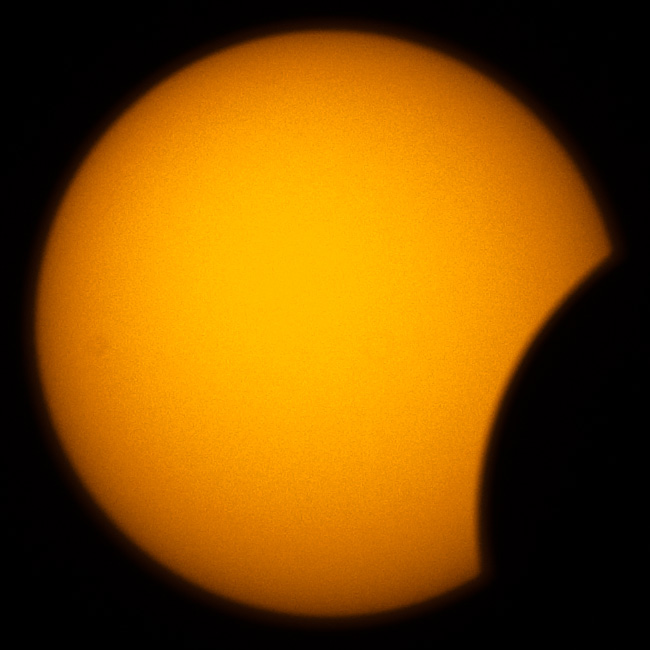
نمونه‌ای از عکاسی نجومی.

عکاسی نجومی شاخه‌ای از عکاسی است که به وسیلهٔ تلسکوپ و با روش‌های مختلف از ستارهها و سیارات عکسبرداری می‌کند. زمان نوردهی این عکس‌ها معمولاً از چند دقیقه تا چند ساعت، متفاوت است. البته با دوربین عکاسی و با هر لنزی می‌توان از ستاره‌ها و سیاره‌های نزدیک عکس گرفت. در این نوع عکاسی استفاده از سرعت B برای نوردهی طولانی متداول است.
عکاسی ورزشی
عکاسی ورزشی، شاخه‌ای از عکاسی است که در آن از صحنه‌های ورزشی و ورزشکاران عکسبرداری می‌شود. در این نوع عکاسی، تجهیزات و ابزارها نقش مهمی دارند زیرا سوژه متحرک است و عکاس هم از صحنه دور است بنابراین داشتن لنزهای قدرتمندی همچون تله و زوم لازم است. همچنین دوربین هم باید قابلیت استفادهٔ پیاپی شاتر را داشته باشد.
عکاسی پرتره
عکاسی پرتره، شاخه‌ای از عکاسی است که در آن از چهرهٔ انسان عکسبرداری می‌شود. عکاسی پرتره انواع مختلفی دارد، اما در همهٔ آن‌ها تمرکز عکس بر روی چهرهٔ اشخاص است. پرتره تنها یک عکس ساده نیست، بلکه نمایانگر افکار، اخلاق و خصوصیات فردی سوژه است.
معمولاً فاصله‌های کانونی لنزهای مورد استفاده برای عکاسی پرتره بخاطر بار روانی لنزهای واید و نرمال، از دو برابر نرمال به بالا و بخاطر کاهش شدید عمق میدان وضوح در لنزهای تله بلند، کمتر از چهار برابر لنز نرمال است. بهتر است عکس‌های پرتره را با عمق میدان کم (یعنی با دیافراگم باز) تهیه کرد تا پس زمینه محو شده و سوژه با تأکید بیشتری دیده شود.
عکاسی از طبیعت

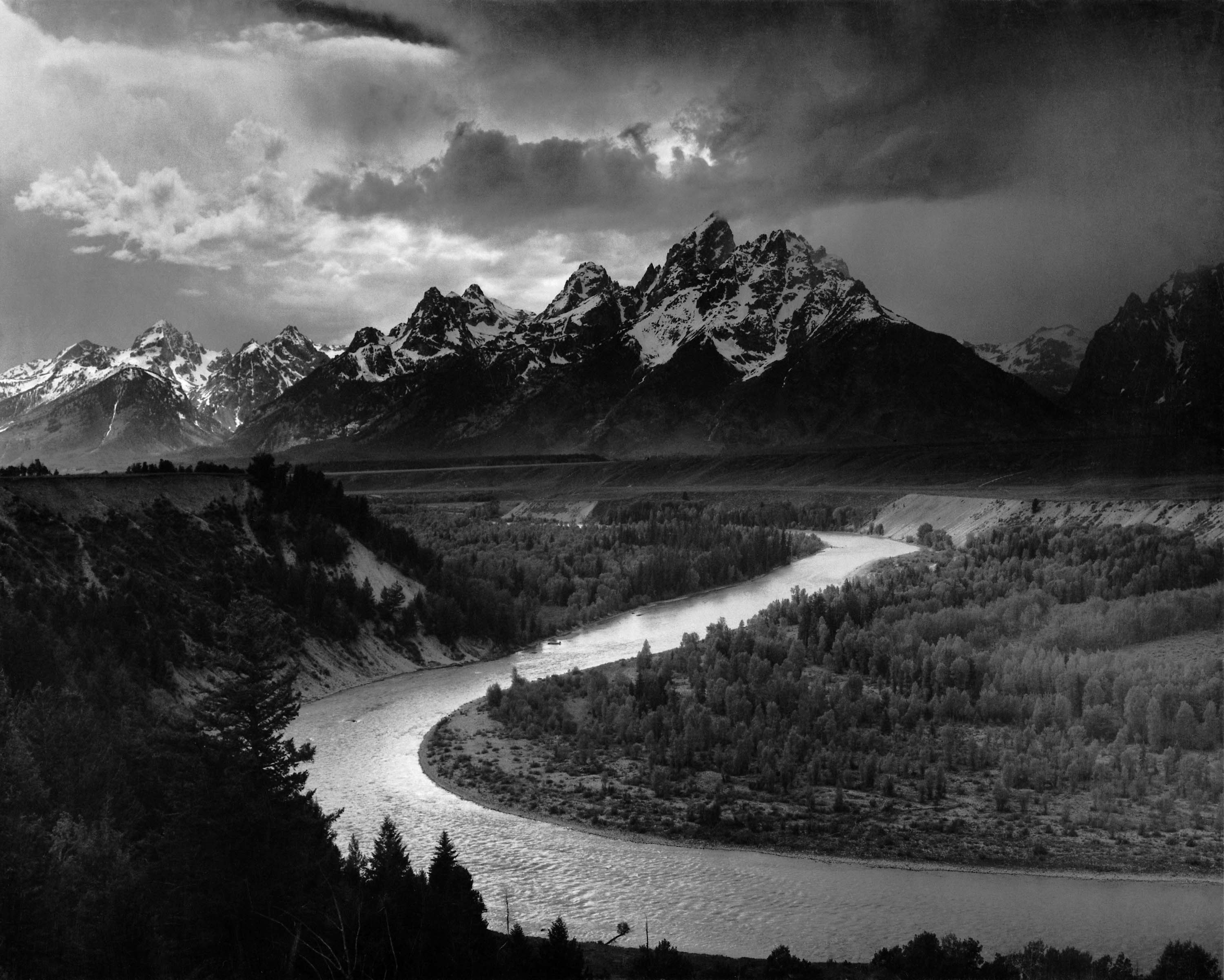
نمونه‌ای از عکاسی طبیعت.

عکاسی طبیعت به شاخه‌ای از عکاسی گفته می‌شود که گیاهان، جانوران، کوه‌ها یا صخره‌ها به نحوی ثبت شده باشند که در آن هیچ گونه اثر مستقیم یا غیر مستقیمی از حضور انسان دیده نشود، گیاهان پرورش داده شده از سوی انسان، راه‌ها، حیوانات اهلی یا حیوانات وحشی خارج از محیط زیست اصلی خود، هیچ‌یک در عکس طبیعت نباید حضور داشته باشند.
عکاسی حیات‌وحش

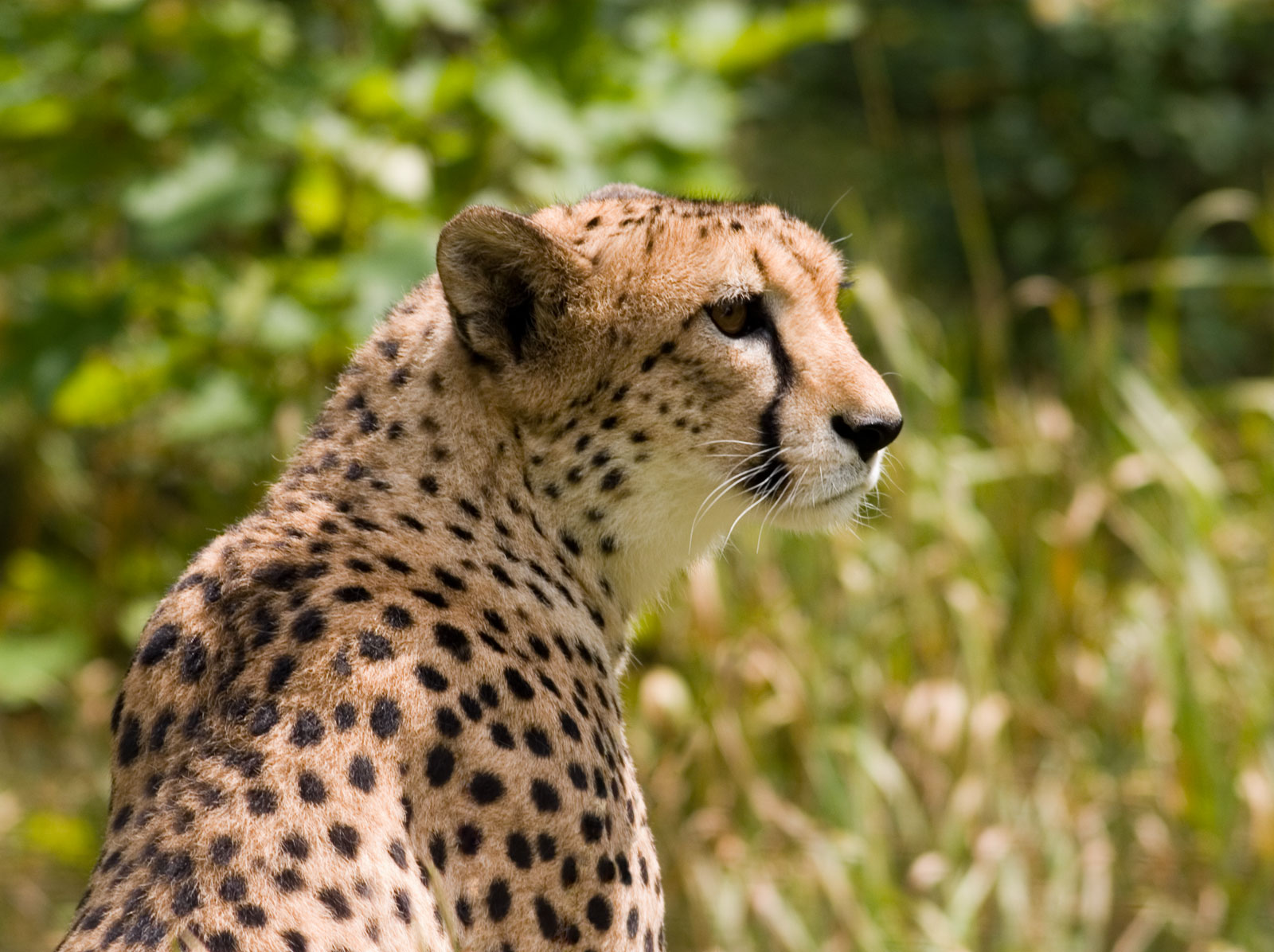
نمونه‌ای از عکاسی حیات وحش، یک یوزپلنگ.

عکاسی حیات وحش، شاخه‌ای از عکاسی است که در آن از حیوانات و جانوران عکسبرداری می‌شود. عکاسی در این سبک، نیاز به دانش بالا و تجربهٔ فراوان در زمینهٔ عکاسی و آشنایی با رفتار حیوانات گوناگون دارد. عکاسان باید توان اثبات طبیعی بودن تصاویر را داشته باشند. عکس از حیوانات در باغ وحش، حیوانات دست آموز و اهلی شده و سایر موارد مشابه عکس طبیعت محسوب نمی‌شوند.
در این نوع عکاسی، دهانهٔ باز لنز برای دستیابی به سرعت بالا و ثبت سوژهٔ در حال حرکت و محو کردن پس زمینه استفاده می‌شود. همچنین عکاسان حیات‌وحش، از لنز تله استفاده می‌کنند بنابراین عکاسان حیات وحش احتیاج به سه‌پایه دارند. آن‌ها همچنین برای این که بتوانند به حیات وحش نزدیکتر شوند احتیاج به وسایلی برای استتار دارند.
عکاسی از مناظر
عکاسی از مناظر، به عکاسی از جهان پیرامون می‌پردازد، حضور انسان یا عناصر انسانی، در این سبک محدودیتی ندارد. توانایی در دیدن زیباترین ترکیب بندی در منظره و تصور آن که در چاپ نهایی چگونه به نظر می‌رسد و همچنین انتقال الهام عکاس به بیننده از مهم‌ترین ماهیت‌های عکاسی منظره است.
برای عکاسی از چشم‌اندازها، عکاسان معمولاً از لنز واید، سه‌پایه و بسته‌ترین دیافراگم (۱۱ تا ۲۲) برای به‌دست‌آوردن بیشترین عمق میدان استفاده می‌کنند.
عکاسی خبری

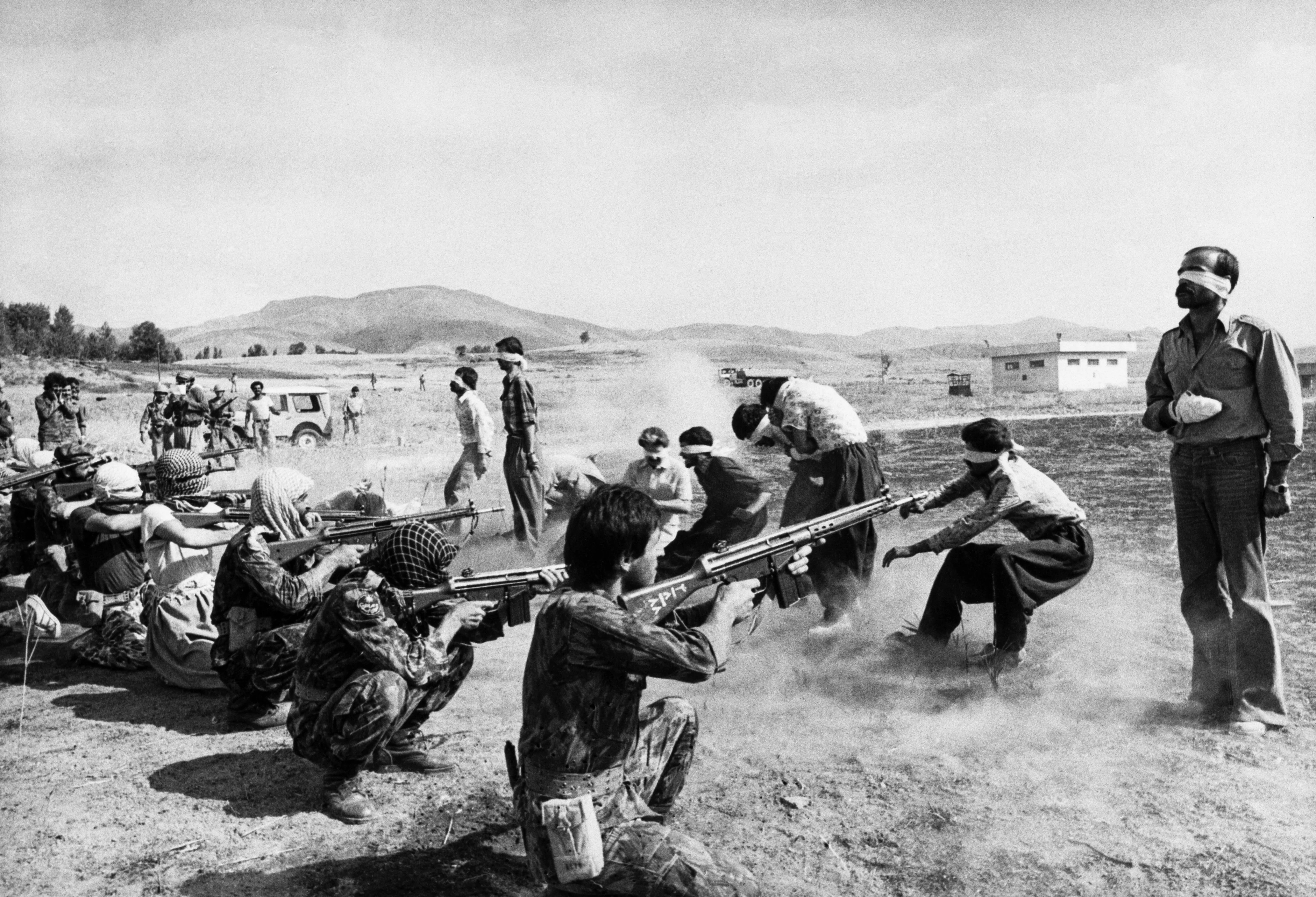
نمونه‌ای از عکاسی خبری.

عکاسی خبری یا فتوژورنالیسم به عکس‌هایی گفته می‌شود که پیام و هدف اصلی آن‌ها خبررسانی است. عکاسان خبری، همان نویسندگان مقاله و مخبران خبر به وسیله تصویر یا همان عکس هستند.
عکاسی خبری هنری است که برای قصه‌گویی عکاسانه به کار گرفته می‌شود تا زندگی را مستند کند. فتوژورنالیسم ما را به عکس‌هایی ارجاع می‌دهد که یک داستان را بیان می‌کند. در فتوژورنالیسمم روایت عکس مقدم بر قضاوت است، یعنی باید عکس، دیگران را به قضاوت بکشد. در فتوژورنالیسمم، عنوان یا مضمون مقدم بر عکس است و باید به مخاطبان و بینندگان و کسانی که داوری می‌کنند کمک کند تا خودشان داستان یا ماجرا را کشف کنند.
عکاسی شب

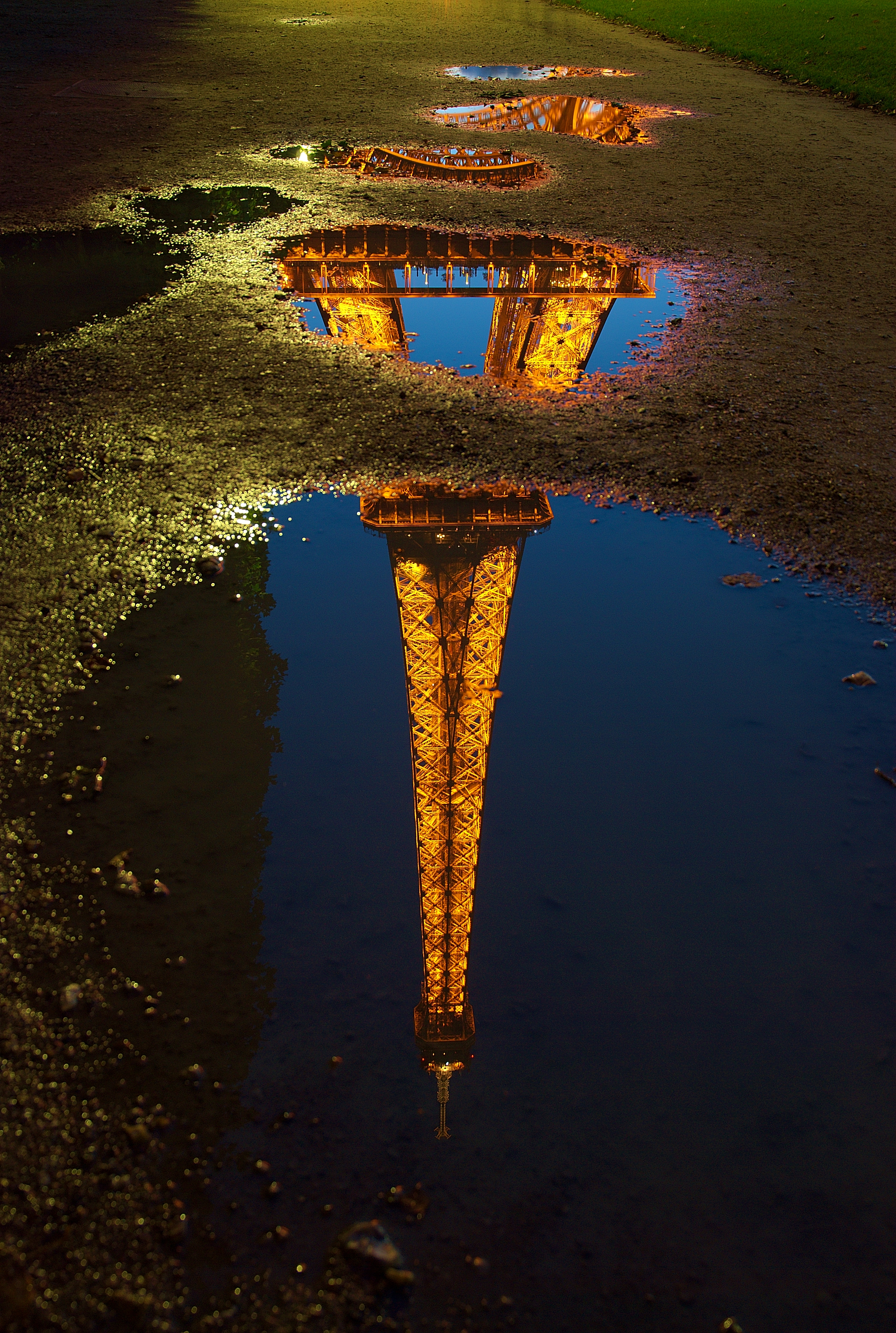
عکاسی از بازتاب برج ایفل در آب، نمونه‌ای از عکاسی در شب

عکاسی در شب، به عکاسی در فضای آزاد در ساعات شب گفته می‌شود. در عکاسی شب، معمولاً از دیافراگم‌های بسته و زمان‌های نوردهی طولانی استفاده می‌کنند. البته در این حالت عمق میدان کم می‌شود. در این حالت، نقاط نورانی متحرک به‌صورت خطی نورانی و کشیده در صفحهٔ حساس عکاسی ثبت می‌شوند. اما اگر مدت نوردهی افزایش یابد، نویز تصویر نیز زیاد می‌شود.
عکاسی ماکرو
عکاسی ماکرو شاخه‌ای از عکاسی است که از نمای نزدیک و به‌طور معمول از سوژه‌های کوچک عکسبرداری می‌کند. به‌طور کلاسیک، سوژهٔ موجود در یک تصویر ماکرو بزرگ‌تر از اندازهٔ آن در طبیعت است. به هر شکل امروزه تصویر برداری ماکرو، تهیه تصویر از سوژه در ابعاد بزرگتر و واضح‌تر از آن چیزی است که در حیات دیده می‌شود.
عکاسی صنعتی
عکاسی صنعتی یکی از شاخه‌های عکاسی می‌باشد که به سفارش یک سازمان صنعتی صورت می‌پذیرد و به ثبت فرایندهای تولید، محصولات، سازمان کار، کارکنان یا تجهیزات سازمانی می‌پردازد. عکس صنعتی ممکن است با مقاصد داخلی (به عنوان مثال اداری یا روابط صنعتی) یا خارجی (به عنوان مثال تبلیغات یا روابط عمومی) بکار گرفته شود.

## تکنیک‌های عکاسی
ضد نور

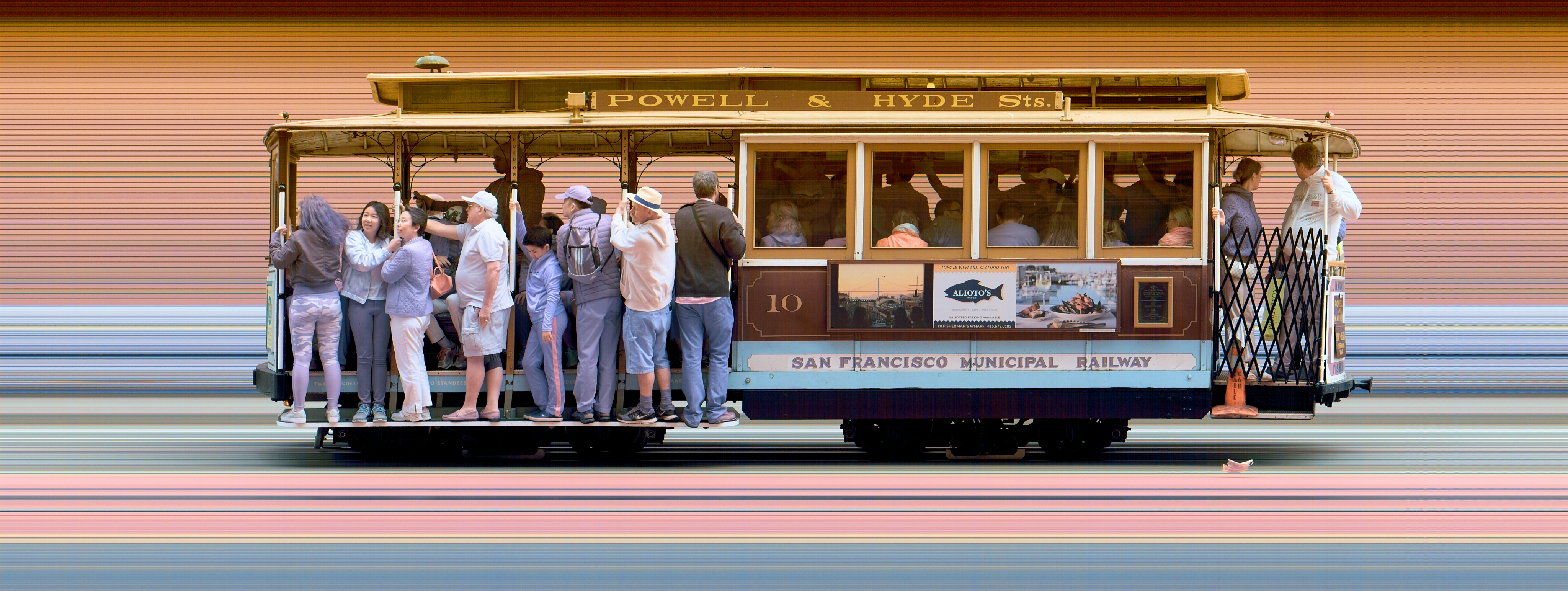
یک عکاسی استریپ از یکی از ماشین‌های کابلی سان‌فرانسیسکو درحالی که درز دوربین ثابت است؛ به‌طور برجسته می‌توان زمینه نواری‌شده آن را مشاهده کرد.

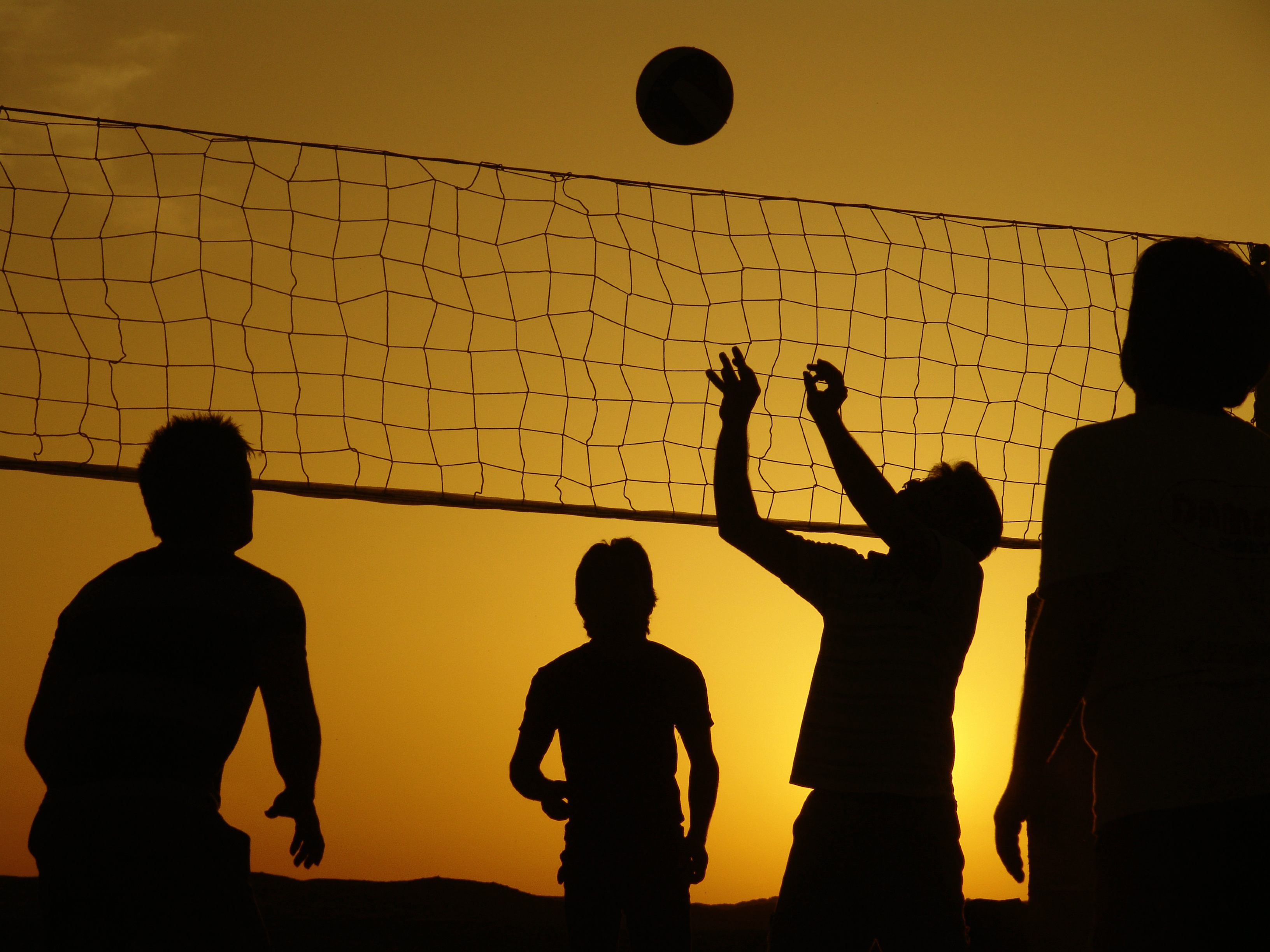
یک تصویر ضدنور از بازی والیبال.

ضد نور (به فرانسوی: Silhouette) تکنیکی است که در آن منبع نور در پشت سوژه قرار دارد و در قوی‌ترین حالت به دلیل تندی نور، سایه‌ای از سوژه بر روی عکس ایجاد می‌شود. زیباترین حالت زمانی پیش می‌آید که خورشید در حال طلوع یا غروب است و پس‌زمینه به رنگ نارنجی یا زرد مشخص می‌شود. عکاسی ضدنور یکی از روش‌های انتقال اندوه، احساس و حالت‌های عاطفی به بیننده است. ممکن است بیننده با دیدن این نوع عکس‌ها به درک درست و واضحی از سوژه نرسد، اما بخش تیره و سیاه تصویر باعث شکل‌گیری قدرت تخیل بیننده می‌شود.
اچ‌دی‌آر (HDR)

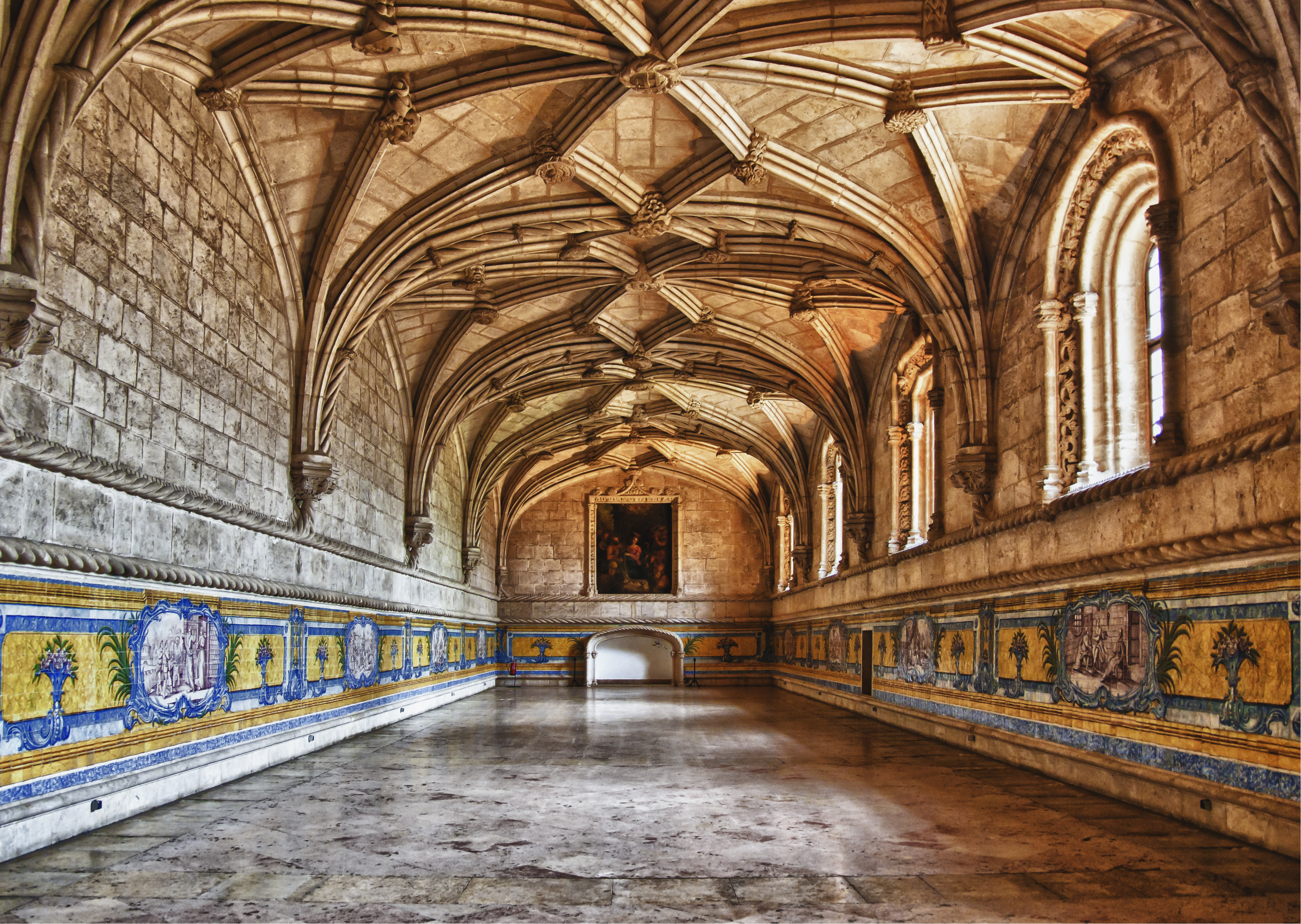
یک تصویر HDR.

تصویربرداری دامنه دینامیک بالا (به انگلیسی: High Dynamic Range Imaging) یا HDR به مجموعه‌ای از تکنیک‌هایی گفته می‌شود که نسبت به روش‌های معمول، امکان وجود دامنه دینامیک روشنایی بیشتری بین نقاط تاریک و روشن را فراهم می‌کنند.
عکس‌های اچ‌دی‌آر با ترکیب چند عکس به وجود می‌آیند؛ برای هر عکس اچ‌دی‌آر، باید چند عکس با کادر کاملاً یکسان تهیه کرد (معمولاً ۳ یا ۵ عکس) و هر عکس باید با نوردهی خاصی گرفته‌شده باشد؛ به این ترتیب که یک عکس با نوردهی معمولی و بقیهٔ عکس‌ها با نوردهیهای کمتر و بیشتر.
هدف از عکاسی اچ‌دی‌آر، افزایش محدودهٔ دینامیکی است و با ترکیب محدوده دینامیکی محدود عکس‌ها، به عکسی با محدوده دینامیکی بزرگ، که اچ‌دی‌آر نامیده می‌شود دست پیدا می‌کنیم.
پنینگ

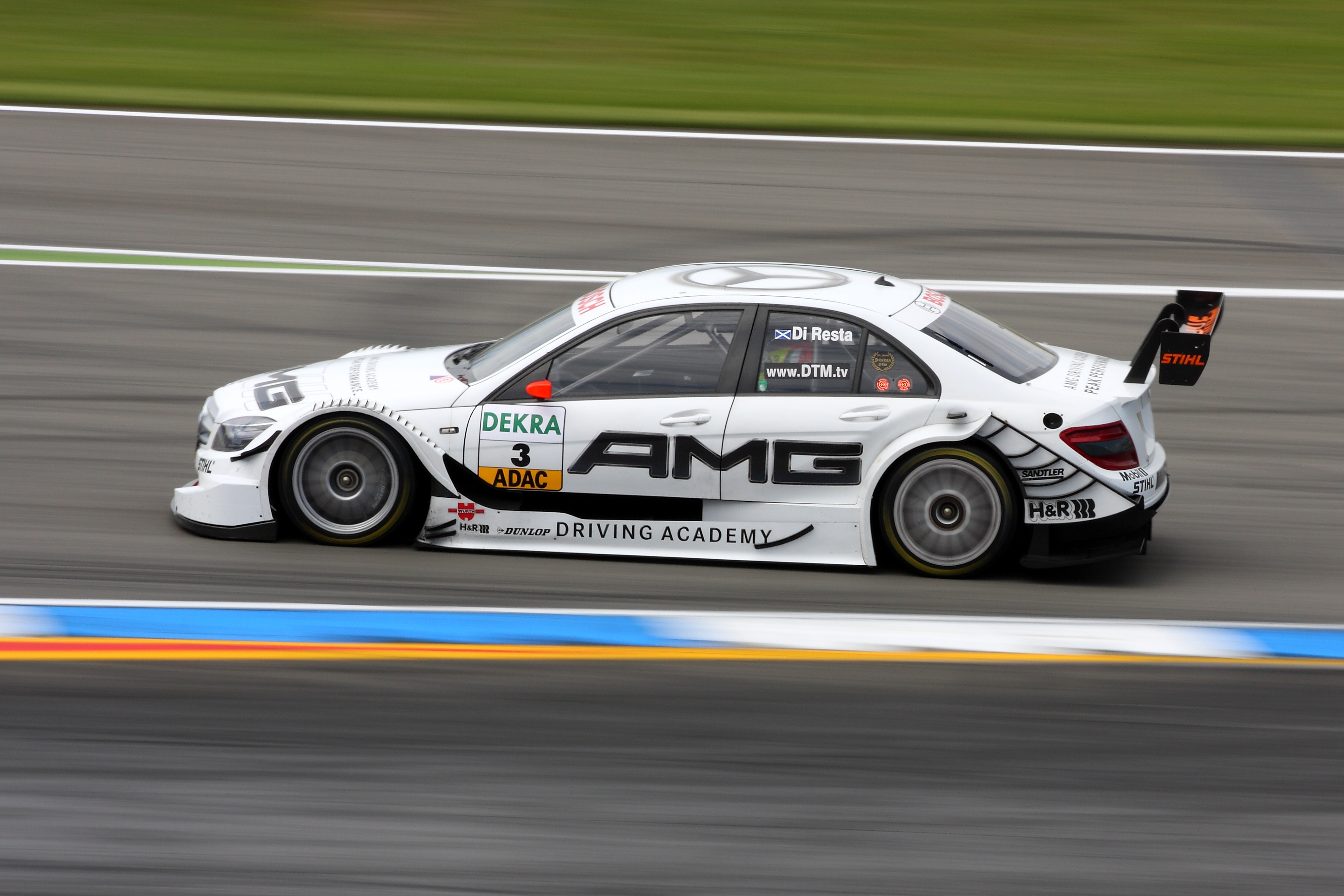
یک تصویر پنینگ از خودروی در حال حرکت.

پنینگ (به انگلیسی: Panning) یا کنارگردی دوربین، نام تکنیکی در عکاسی می‌باشد که برای نشان دادن تحرک سوژه‌ها به کار می‌رود. پنینگ در حقیقت به حرکات افقی، عمودی یا چرخشیِ یک تصویر ثابت یا ویدئو اشاره دارد. در این تکنیک یا سوژهٔ اصلی متحرک است که آن را از محیط ثابت اطرافش مجزا می‌کند یا سوژه ثابت است و دوربین حرکت می‌کند که عکاسی هر دو حالت منجر به القای حس تحرک در عکس می‌شوند. کاهش سرعت شاتر باعث بیشتر نمایان شدن تحرک در عکس می‌گردد.
عکسبرداری به این شیوه کار مشکلی است؛ زیرا باید سرعت شاتر مناسبی انتخاب شود و سرعت شاتر مناسب، بستگی به سرعت سوژه دارد. از طرف دیگر، باید چرخش یا حرکت دوربین هم کاملاً مناسب باشد و در غیر این صورت سوژه هم محو می‌شود؛ یک ابزار مناسب برای این تکنیک، تک‌پایه است.
مادون قرمز

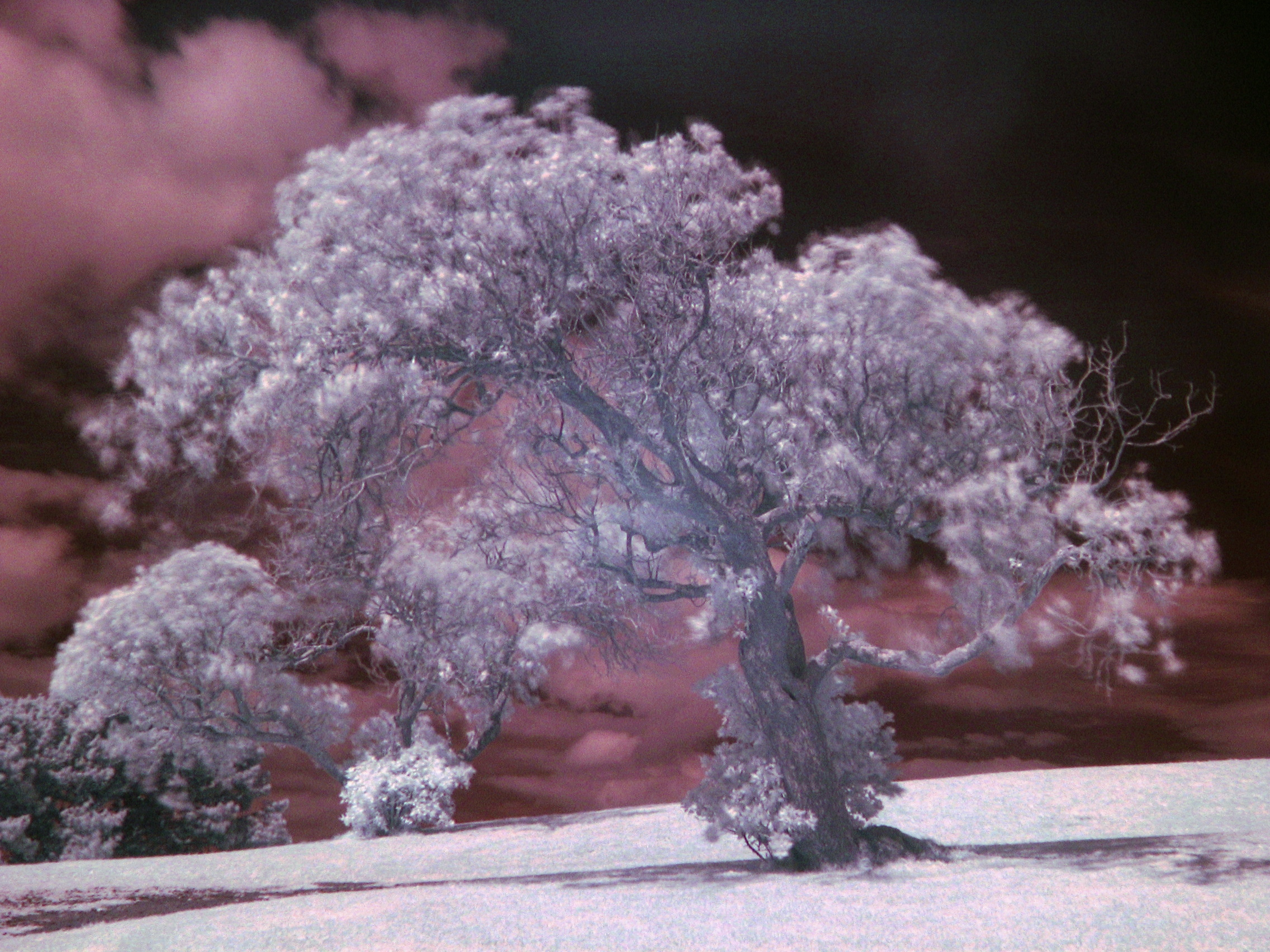
یک تصویر مادون قرمز. رنگ سبز درخت، به رنگ سفید تبدیل شده.

عکاسی مادون قرمز (به انگلیسی: Infrared photography) تکنیکی است که هنگام عکسبرداری، قسمت مرئی نور حذف شده و فقط پرتوهای مادون قرمز ثبت می‌شوند. رفتار انعکاسی مادون قرمز با نور مرئی فرق دارد و چون چشم انسان مادون قرمز را نمی‌بیند، عکس‌هایی به وجود می‌آید که در واقعیت دیده نمی‌شوند. نمونه‌ای از تفاوت‌ها، انعکاس گیاهان است که در عکاسی مادون قرمز، به رنگ سفید ثبت می‌شوند.
برای عکاسی مادون قرمز به فیلتر مادون قرمز نیاز است. این فیلتر نور مرئی را حذف می‌کند و فقط نور مادون قرمز را از خود عبور می‌دهد.
سراسرنما
سراسرنما (به انگلیسی: Panorama) تکنیکی است که سبب ایجاد عکس‌هایی با فضای وسیعتری نسبت به عکس‌های معمولی می‌شود. نحوهٔ ساخت آن‌ها چنین است که با کنار هم قرار دادن تعدادی عکس معمولی به‌وجود می‌آیند. در این تکنیک، باید عکس‌های بیش‌تری از صحنه ثبت کرد و سپس با استفاده از نرم‌افزار آن‌ها را به‌هم چسباند.
تعداد عکسی که برای ثبت یک عکس سراسرنما لازم است، بستگی به فاصله کانونی دارد. هرچه فاصله کانونی بیش‌تر باشد، (یعنی بزرگنمایی بیش‌تر و زاویه دید کمتر) در هر عکس قسمت کمتری از صحنه جای می‌گیرد و در نتیجه، باید عکس‌های بیش‌تری گرفت.

## رکورد بزرگ‌ترین عکس جهان
در می ۲۰۱۵ (خرداد ۱۳۹۴) یک تیم پنج‌نفره از عکاسان پس از دو هفته کار در ارتفاع ۳۵۰۰ متری و سرمای منهای ده درجه و ۳۵ ساعت عکسبرداری بدون وقفه، بزرگ‌ترین عکس دنیا به حجم ۳۶۵ گیگاپیکسل را از کوه مون‌بلان تهیه کردند. این عکس ۳۶۰ درجه (سراسرنما یا پانوراما) از ترکیب هفتاد هزار عکس تشکیل شده است. اگر این عکس چاپ شود به اندازه یک زمین فوتبال خواهد بود. مجموع تصاویر که ۴۵ ترابایت حجم داشت پس از دو ماه کار با استفاده از کامپیوترهای پرقدرت آماده شد. سرپرست این تیم عکاس ایتالیایی فیلیپو بلینیی بود و تیم او برای عکسبرداری از سه دوربین کانن استفاده کردند که یکی از آن‌ها به یک بازوی روبوتی مجهز بود. رکورد پیشین متعلق به عکسی از لندن بود که در سال ۲۰۱۲ ار بالای برج مخابرات (BT) این شهر گرفته شده بود و ۳۲۰ گیگاپیکسل بود.

## عکاسی در هنر معاصر
در هنر معاصر، عکاسی فراتر از ابزار مستندسازی عمل می‌کند و به‌عنوان یک رسانه‌ی خلاق برای بیان مفاهیم اجتماعی، فلسفی و روان‌شناختی به کار می‌رود. بسیاری از هنرمندان قرن بیستم و بیست‌و‌یکم از عکاسی برای خلق آثار مفهومی استفاده کرده‌اند که در آن‌ها ایده و پیام از خود تصویر مهم‌تر است.

## تحصیل در رشتهٔ عکاسی

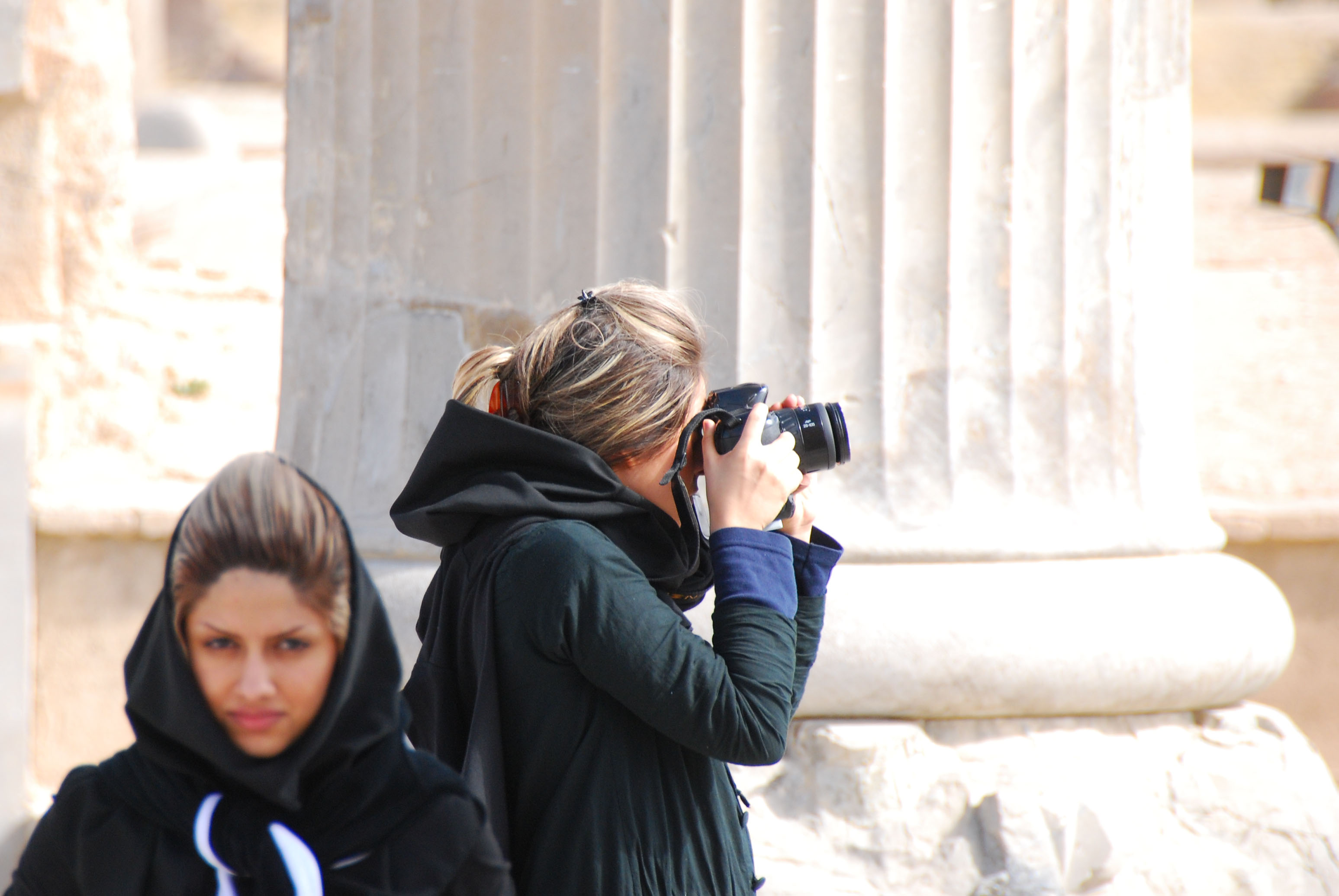
یک دختر درحال عکاسی

رشتهٔ عکاسی در مقاطع متوسطه و آموزش عالی تدریس می‌شود، دانشجویان این رشته با زیبایی‌شناسی، تاریخ عکاسی، هنر، تکنیک و روش‌های مختلف عکاسی آشنا می‌شوند. وجود عکس درتبلیغات، صنعت، روزنامه‌نگاری، مقاله‌نویسی، در زمینه‌های مختلف علوم پزشکی، فیزیک، جانورشناسی، سینما، نجوم، سند تاریخی، اجتماعی و خبررسانی کاربرد بی‌سابقه دارد و به عبارت دیگر، عکس شیوهٔ دیگر دیدن است.
زمان تدریس هر واحد درسی نظری ۱ ساعت در هفته، عملی ۲ ساعت در هفته و کارگاهی ۳ ساعت در هفته است.
فارغ‌التحصیلان این رشته توانایی‌های متنوعی همچون خدمت در نهادهایی مانند خبرگزاری‌ها و نشریات، به عنوان خبرنگار عکاس، کار در زمینه‌های تخصصی عکاسی در کنار کارشناسان علوم و فنون و هنرها، کار در زمینهٔ عکاسی هنری و استفاده از هنر عکاسی به عنوان وسیلهٔ ایجاد ارتباط با مخاطب و کار آموزشی و تحقیقاتی در زمینه عکاسی را خواهند داشت.

## واژه‌نامه
1. ↑  fotografia (به یونانی: φωτογραφία)
2. ↑  Albertus Magnus
3. ↑  Georg Fabricius
4. ↑  Daniele Barbaro
5. ↑  Wilhelm Homberg
6. ↑  Thomas Wedgwood
7. ↑  Joseph Nicéphore Niépce
8. ↑  Louis Daguerre
9. ↑  Johann Heinrich Schulze
10. ↑  daguerréotype
11. ↑  William Henry Fox Talbot
12. ↑  Calotype
13. ↑  John Herschel
14. ↑  James Clerk Maxwell
15. ↑  Richard Leach Maddox
16. ↑  George Eastman
17. ↑  Edwin Herbert Land
18. ↑  Bayer
19. ↑  Raw